# German Property Group

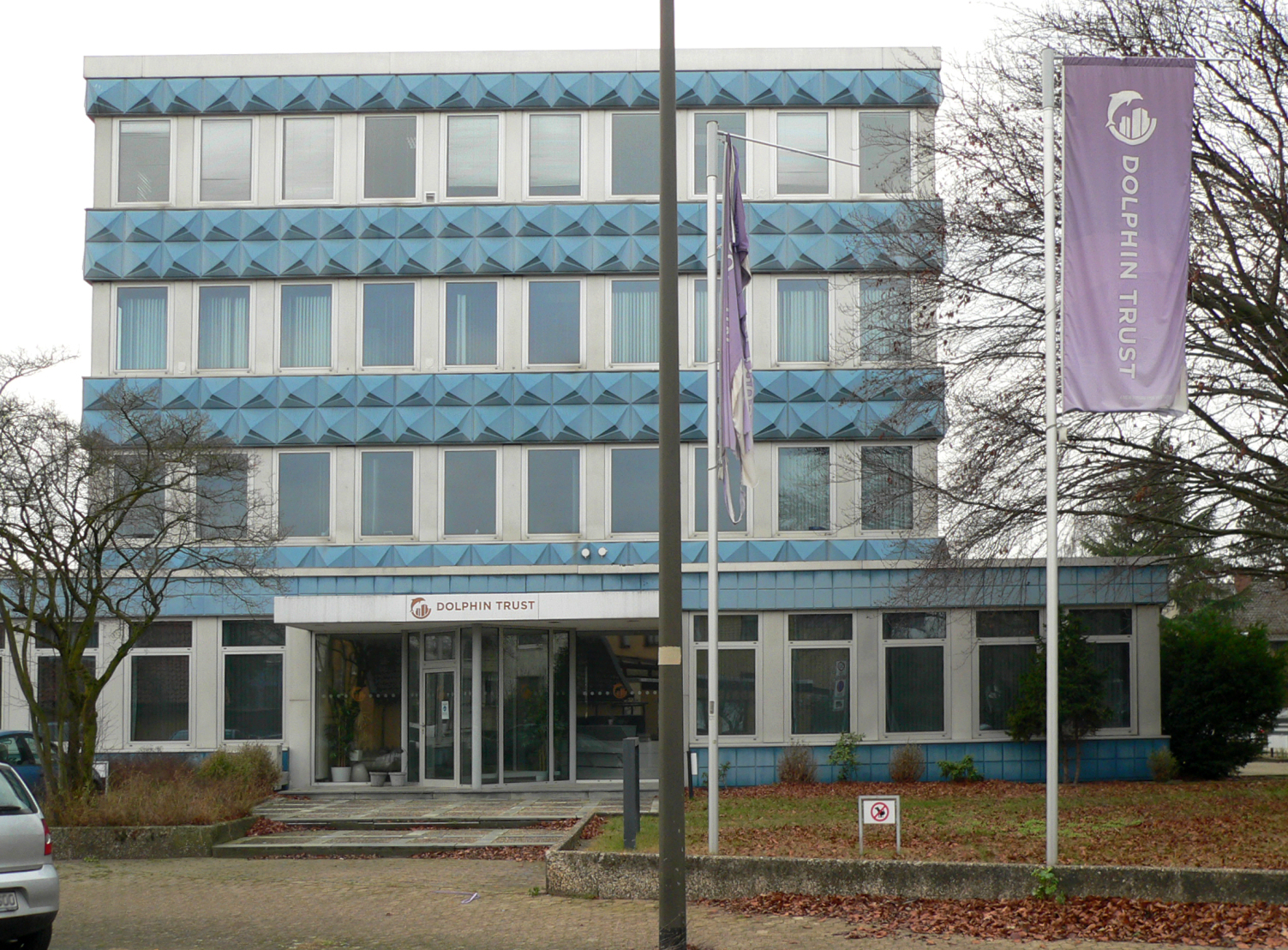
Sitz der German Property Group in Langenhagen (2020)

Die German Property Group GmbH war eine in der Immobilienbranche tätige Unternehmensgruppe mit Sitz in Langenhagen, die 2020 insolvent wurde. Sie wurde im Jahr 2008 gegründet und trat anfangs unter den Firmennamen Dolphin Capital und Dolphin Trust auf. Zu der Firmengruppe gehört ein Geflecht aus mehr als 200 Gesellschaften, die teilweise generische Namen wie „Dolphin Capital 128. Projekt GmbH & Co. KG“ trugen.

## Unternehmen
Die German Property Group war eine Immobilien-Investmentgesellschaft, die 2008 aus einem Zusammenschluss von mehreren Firmen hervorging. Bei der Gründung durch den Deutsch-Briten Charles Smethurst, der Geschäftsführer war, hatte sie ihren Sitz im Stadtteil List in Hannover und firmierte unter Dolphin Capital. Im Jahr 2014 erfolgte eine Umbenennung in Dolphin Trust und 2019 in German Property Group. 2013 verlegte das Unternehmen seinen Sitz nach Langenhagen, wo es 40 Mitarbeiter im Jahr 2017 beschäftigte. Zu dem Zeitpunkt verfügte es über weitere Büros in Berlin, London und Singapur. 2020 wurde der Sitz vorübergehend nach Bremen verlegt.
Das Unternehmen war spezialisiert auf historische Gebäude in Deutschland. Es erwarb rund 60 bis 100 denkmalgeschützte Objekte meist von Gemeinden, um sie unter Berücksichtigung ihres historischen Charakters zu sanieren und an private Käufer als Wohnraum weiter zu verkaufen. Für den Ankauf warb die German Property Group im Ausland um private Anleger. Diesen wurden Investitionen in Grundstücke mit Gebäuden in Deutschland in Verbindung mit angeblichen Steuererleichterungen als sichere Anlageform mit überdurchschnittlicher Rendite angepriesen. Das Geld der Anleger sollte über den Wert der Immobilie abgesichert sein, der als beleihungsfähige Grundschuld eingetragen war. Journalistische Recherchen ergaben, dass oft zu hohe Grundschulden eingetragen wurden. So belief sich die für das Grundstück und die Ruine von Schloss Dwasieden eingetragene Grundschuld auf 117 Millionen Euro. 2018 hatte das Unternehmen das Objekt für 18 Millionen Euro erworben. Medienberichten zufolge verfielen viele der erworbenen Objekte und es fanden keine Sanierungen statt. Im Fall der denkmalgeschützten Wohnsiedlung Annastraße in Hanau äußerte Oberbürgermeister Claus Kaminsky, der Stadt sei klar, dass es sich bei Dolphin Capital um einen „unseriösen Spekulanten“ handele.
Nach Recherchen von NDR, BR und Süddeutscher Zeitung sollen bei den ausländischen Investoren, vorrangig aus Großbritannien, Irland, Südkorea, Hongkong, Singapur und Malaysia, ungefähr eine Milliarde Euro eingeworben worden sein. Dabei soll es sich um 15.000 bis 25.000 überwiegend Kleinanleger mit Summen ab 10.000 Euro und institutionelle Investoren mit hohen Anlagesummen handeln. Nachdem in den ersten zehn Jahren der Firmenexistenz noch Zinserträge ausgeschüttet wurden, häuften sich ab 2018 Beschwerden der geschädigten Anleger. Vermutlich handelte es sich bei dem Geschäftsmodell um ein klassisches Ponzi-Schema. Dabei wird das Geld der Anleger nicht oder nur zum kleinen Teil investiert. Aus den Einlagen neuer Anleger werden die Zinszahlungen an die bestehenden Anleger geleistet, um das Vertrauen möglichst lange aufrechtzuerhalten. Die mutmaßlichen Betrüger leiten unterdessen die Gewinndifferenz in ihre eigenen Taschen. Sobald nicht mehr genug neue Anleger mit frischem Geld einsteigen, bricht das auf exponentiellem Wachstum beruhende Geschäft zwangsläufig in sich zusammen. Interne Unterlagen legen nahe, dass Anlegergeld in Millionenhöhe in die Modegeschäfte der Ehefrau des Geschäftsführers geflossen sind.
Im März 2021 deuteten Presserecherchen und Angaben des Insolvenzverwalters darauf hin, dass die von der German Property Group bewegte Geldmenge weit höher als bis dahin angenommen war. Die Summe könne statt der anfangs angenommenen einen Milliarde bei drei Milliarden Euro liegen. Es sollen Geldströme in bislang unbekannter Höhe von Irland zu einer Firma des Geschäftsführers der German Property Group auf den Cayman Islands geflossen sein.

### Betriebsprüfung
Laut dem Informationsdienst Business Insider habe das zuständige Finanzamt Hannover 2015 eine Betriebsprüfung durchführt. Die Betriebsprüfer stellten fest, dass es sich „offensichtlich um ein Schneeballsystem handele.“ Die Finanzverwaltung habe Ermittlungen zwar erwogen, aber „für nicht zielführend“ gehalten. Es sei festgestellt worden, dass Unternehmensgelder in Höhe von 1,4 Millionen Euro an die später insolvent gewordene Teleshopping-Firma der Ehefrau des Unternehmensgründers Charles Smethurst geflossen seien. Auch habe es Zahlungsverkehr über 13 Millionen Euro aus der Steueroase der Cayman Islands gegeben. Das Finanzamt Hannover reichte 2017 das Ergebnis der Betriebsprüfung bei der Staatsanwaltschaft Hannover mit der Empfehlung, dem Verdacht der Veruntreuung, des Betruges und der Geldwäsche nachzugehen, ein. Das daraufhin von der Staatsanwaltschaft eingeleitete Ermittlungsverfahren wurde nach einem halben Jahr mangels hinreichendem Tatverdacht eingestellt.

## Ermittlungen und Prozess
Ende 2019 ging eine erste Strafanzeige gegen den Unternehmensgründer und ehemaligen Geschäftsführer Charles Smethurst ein, gegen den unter anderem wegen Insolvenzverschleppung ermittelt wurde. Die Staatsanwaltschaft Hannover leitete Anfang 2020 Ermittlungen gegen drei Personen im Umfeld der German Property Group wegen des Verdachts des Anlagebetrugs und der Untreue ein. Auch bestand der Verdacht von Bankrotthandlungen. 2021 weiteten sich die Ermittlungen auf sechs Personen aus, bei denen es sich neben dem Hauptbeschuldigten Charles Smethurst um vier ehemalige Geschäftsführer und einen ehemaligen Mitarbeiter handelte. Für die Bearbeitung des Falls richtete die Polizeidirektion Hannover die EK Denkmal ein. Laut dem Informationsdienst Business Insider habe sich der ehemalige Geschäftsführer Charles Smethurst im Dezember 2020 durch seine Rechtsanwälte erstmals schriftlich gegenüber der Staatsanwaltschaft Hannover eingelassen. Dabei habe er zugegeben, Anleger getäuscht zu haben. Dies sei nicht vorsätzlich geschehen, da er den Investoren keinen Schaden habe zuzufügen wollen. Ihm und seinen Geschäftspartnern sei bekannt gewesen, dass die in den Grundbüchern der Immobilien eingetragenen Sicherheiten zugunsten der Anleger im Verhältnis zu den Investments wertmäßig zu gering waren. Dies wurde gegenüber den Investoren gegenüber nicht offen gelegt und Smethurst habe gehofft, die Investments unter Einfluss glücklicher Umstände noch zurückführen zu können.
Im März 2021 führten Polizei und Staatsanwaltschaft Hausdurchsuchungen in sechs Wohn- und Geschäftsräumen durch, bei denen Datenträger und Akten sichergestellt wurden. Betroffen waren das Privathaus des ehemaligen Geschäftsführers Charles Smethurst in Niedersachsen sowie drei Büroräume der Red Rock Gruppe in Hannover und Langenhagen. Diese Firmen sollen aus dem Umfeld von Charles Smethurst stammen und ein ähnliches Geschäftsmodell wie das der German Property Group verfolgt haben. Im Raum Dresden wurden die Räume eines weiteren ehemaligen Geschäftsführers durchsucht.
Den geschädigten Anlegern war unverständlich, dass der Gründer der Firmengruppe Charles Smethurst nicht inhaftiert worden ist. Laut der Staatsanwaltschaft Hannover lagen für die Anordnung der Untersuchungshaft nicht genügend Haftgründe vor. Von Fluchtgefahr ging die Staatsanwaltschaft nicht aus, da er sich kooperativ zeigte, über einen festen Wohnsitz verfügte und seinen Reisepass hinterlegt hatte. 2024 klagte die Staatsanwaltschaft Hannover den früheren Geschäftsführer der German Property Group Charles Smethurst wegen geschäftsmäßigen Betruges in 27 Fällen vor dem Landgericht Hildesheim an. Der Prozess fand 2025 statt. Von den ursprünglich 27 Anklagepunkten wurden nur fünf aufrechterhalten, da Smethurst ein umfassendes Geständnis ankündigt hatte. Zuvor hatten sich die Staatsanwaltschaft und der Angeklagte mit seinen Verteidigern auf einen Strafrahmen verständigt. Das Landgericht verurteilt ihn wegen schweren Betrugs in vier Fällen mit einem Schaden von 26 Millionen Euro zu einer Haftstrafe von fast sieben Jahren.

## Insolvenzverfahren
Im Juli 2020 meldete die Unternehmensgruppe, die unmittelbar zuvor ihren Sitz nach Bremen verlegt hatte, Insolvenz an. Im Oktober 2020 eröffnete das Amtsgericht Bremen das Insolvenzverfahren. Der vorläufige Insolvenzverwalter stellte bei der gesamten Unternehmensgruppe eine Liquidität von weniger als 200.000 Euro fest. In seinem vorläufigen Gutachten ging er von betrügerischer Absicht aus und stellte fest, dass eine ordnungsgemäße Buchhaltung nicht vorhanden war. Es habe im Unternehmen eine mutmaßlich bewusst verschleierte Mittelverwendung gegeben, da die Investitionen nicht zweckgebunden verwendet wurden. Auch habe es Auszahlungen an Drittunternehmen gegeben, ohne dass Leistungen erbracht wurden. Aus Sicht des vorläufigen Insolvenzverwalters war der Firmengründer Charles Smethurst während des gesamten Verfahrens um „Verschleierung, Verzögerung und Behinderung der Sachverhaltsaufklärung bemüht.“
Zur Durchführung des Insolvenzverfahrens wurde später ein anderer Rechtsanwalt der Bremer Kanzlei BBL Brockdorff berufen. Im November 2020 setzte das Amtsgericht Bremen einen fünfköpfigen Gläubigerausschuss ein. Das Gericht führte einen Prüfungstermin zu den per Insolvenztabelle angemeldeten Forderungen im Januar 2021 durch.
Über die Gesamtheit der Investitionsmodelle bestand im Dezember 2020 noch keine Übersicht. Die Wirtschaftsprüfungsgesellschaft Ernst & Young wurde mit der Überprüfung der geschäftlichen Verquickungen beauftragt. Die Wirtschaftsprüfer stellten in einem Zwischenbericht fest, dass möglicherweise „verschiedenste Straftatbestände von Buchführungs- und Bilanzdelikten und Steuerstraftaten über Untreuedelikte bis zu Betrugsstraftaten verwirklicht worden“ seien.
Laut den dem Informationsdienst Business Insider vorliegenden Unterlagen habe die German Property Group 2018 einen Leipziger Wirtschaftsprüfer damit beauftragt, Gutachten zur Zahlungsfähigkeit von 63 Gesellschaften der Unternehmensgruppe zu erstellen. Obwohl der Gutachter keinen Zugriff auf die Buchhaltung der Firmen gehabt habe, attestierte er Zahlungsfähigkeit.
Im April 2021 gab der Insolvenzverwalter die Vermarktung des Immobilienbesitzes der German Property Group in Auftrag. Es handelte sich zunächst um 52 Objekte, deren Anzahl sich im Laufe des Verfahrens auf bis zu 65 Liegenschaften erhöhen kann. Nach dem Verkauf eines ersten Objektes setzte im Juli 2021 ein Bieterprozeß für 22 weitere Immobilien ein, darunter das Schloss Dwasieden auf Rügen.
Im Mai 2021 wurde beim Amtsgericht Bremen das Insolvenzverfahren über die Gesellschaft Dolphin Capital 80 als Tochtergesellschaft der German Property Group eröffnet. Diese Gesellschaft spielte laut dem Insolvenzverwalter eine Schlüsselrolle, da sie die Zahlstelle der Muttergesellschaft gewesen sei und die meisten Anlegergelder eingesammelt wie auch innerhalb der Unternehmensgruppe und an Dritte verteilt habe.
Im August 2021 war die Gläubigerversammlung anberaumt.

### Reaktionen
Der Politiker Wolfgang Kubicki, der als Rechtsanwalt britische Anleger aus Großbritannien vertritt, verglich 2020 das mögliche Ausmaß des Schadens mit dem des Wirecard-Betrugs. Seiner Einschätzung nach spreche alles für einen „gigantischen Anlagebetrug“. Medienberichten zufolge haben sich rund 2000 britische Kleinanleger im Jahr 2021 mit einem offenen Brief an Bundeskanzlerin Angela Merkel gewandt, in dem sie die Bundesregierung um Entschädigung bitten.
2021 befasste sich der Finanzausschuss im Deutschen Bundestag mit der Frage, welche Verantwortung deutsche Aufsichtsbehörden, wie die Bundesanstalt für Finanzdienstleistungsaufsicht (BaFin), für den mutmaßlichen Milliardenbetrug tragen. Die finanzpolitische Sprecherin von Bündnis 90/Die Grünen, Lisa Paus, bewertete die Umstände im Zusammenhang mit der German Property Group wie folgt: „Es stinkt zum Himmel – der Großteil des Geldes der Anleger ist vermutlich weg und mal wieder will keiner verantwortlich gewesen sein.“
Seit 2021 stehen die BaFin und das Bundesamt für Justiz (BfJ) wegen des Vorwurfs der Vernachlässigung der Finanzaufsicht in der öffentlichen Kritik. Die BaFin deswegen, weil sie sich lange nicht für die Kontrolle der German Property Group zuständig hielt. Laut der BaFin habe sie erst 2020 kurz vor der Insolvenz davon erfahren, dass das Unternehmen ein erlaubnispflichtiges Einlagengeschäft betrieben habe. Die Kritik am Bundesamt für Justiz (BfJ) besteht darin, dass die Behörde seit langem über die Unstimmigkeiten bei der German Property Group gewusst haben musste. Die Gesellschaften der Unternehmensgruppe begannen 2011 damit, keine Jahresabschlüsse mehr zu veröffentlichen, was sich 2016 verstärkte. Rund 700 Jahresabschlüsse fehlten. Das BfJ verhängte deswegen gegen 133 Gesellschaften Ordnungsgelder in Höhe von insgesamt fast 650.000 Euro, von denen mehrere hunderttausend Euro entrichtet wurden. Ab 2017 wurden keine Ordnungsgelder mehr verhängt.
2021 stellte die Bundestagsfraktion Bündnis 90/Die Grünen unter dem Titel „Versäumnisse im Zusammenhang mit der Insolvenz der German Property Group“ eine Kleine Anfrage an die Bundesregierung.

## Objekte der German Property Group (Auswahl)
Die folgende Aufstellung stellt ganz oder teilweise erworbene Objekte der German Property Group dar, die zum Teil bereits weiterveräußert sein können.
| - Augsburg, Frauentorstraße 32 („Hohes Meer“) - Bamberg, Untere Königstraße 13/15 („Roter Ochse“) - Bamberg, Obere Sandstraße 20 - Connewitzer Bahnhof in Leipzig - Brikettfabrik Witznitz in Borna - Brauerei am Kellerberg in Bad Aibling - Brauerei Sternburg in Lützschena-Stahmeln - Carree Alte Post in Berlin-Lichtenberg - Canisius Carrée in Mainz - Jüterbog II in Jüterbog - Gutshaus Gröbers in Gröbers - Herrenhaus Fühlingen (Villa Oppenheim) in Fühlingen - Ingobräu Ingolstadt in Ingolstadt - Joffre Kaserne in Rastatt - Keramische Hütte in Sehnde - Kloster Schönthal in Schönthal - Kuhlmannsche Villa in Neustadt am Rübenberge - Leipzig, Georg-Schumann-Straße 316 im Stadtteil Wahren - Leipzig, Papiermühlenstraße 11–13 im Stadtteil Stötteritz | - Leipzig, Windorfer Straße 43 - Marinelazarett Flensburg-Mürwik in Mürwik - Maschinenfabrik Karl Krause im Leipziger Stadtteil Anger-Crottendorf - Maselakepark in Berlin-Spandau - Mühle Stockau in Reichertshofen - Residenz am Bolongaropalast in Frankfurt am Main - Rittergut Bräunsdorf - Schloss Arensburg in Steinbergen - Schloss Bergheim (Edertal) - Schloss Dwasieden in Sassnitz - Schloss Krönnevitz in Krönnevitz - Schloss Wachbach in Wachbach - St. Josef-Kapelle des Karmelitinnenkloster Aachen - Villa Fürstenberg in Fürstenberg/Havel - „Weißes Haus“ auf dem Kasernengelände in Wünsdorf - Projekt „Proviantbachgärten“ mit vier Mehrfamilienhäusern in der Proviantbachstraße im Proviantbachquartier in Augsburg - Wohnanlage Kinzigheimer Weg in Hanau - Zigarrenfabrik Nordstetten - Zigarrenfabrik Oberweier - Zündholzfabrik in Mainz-Kostheim |

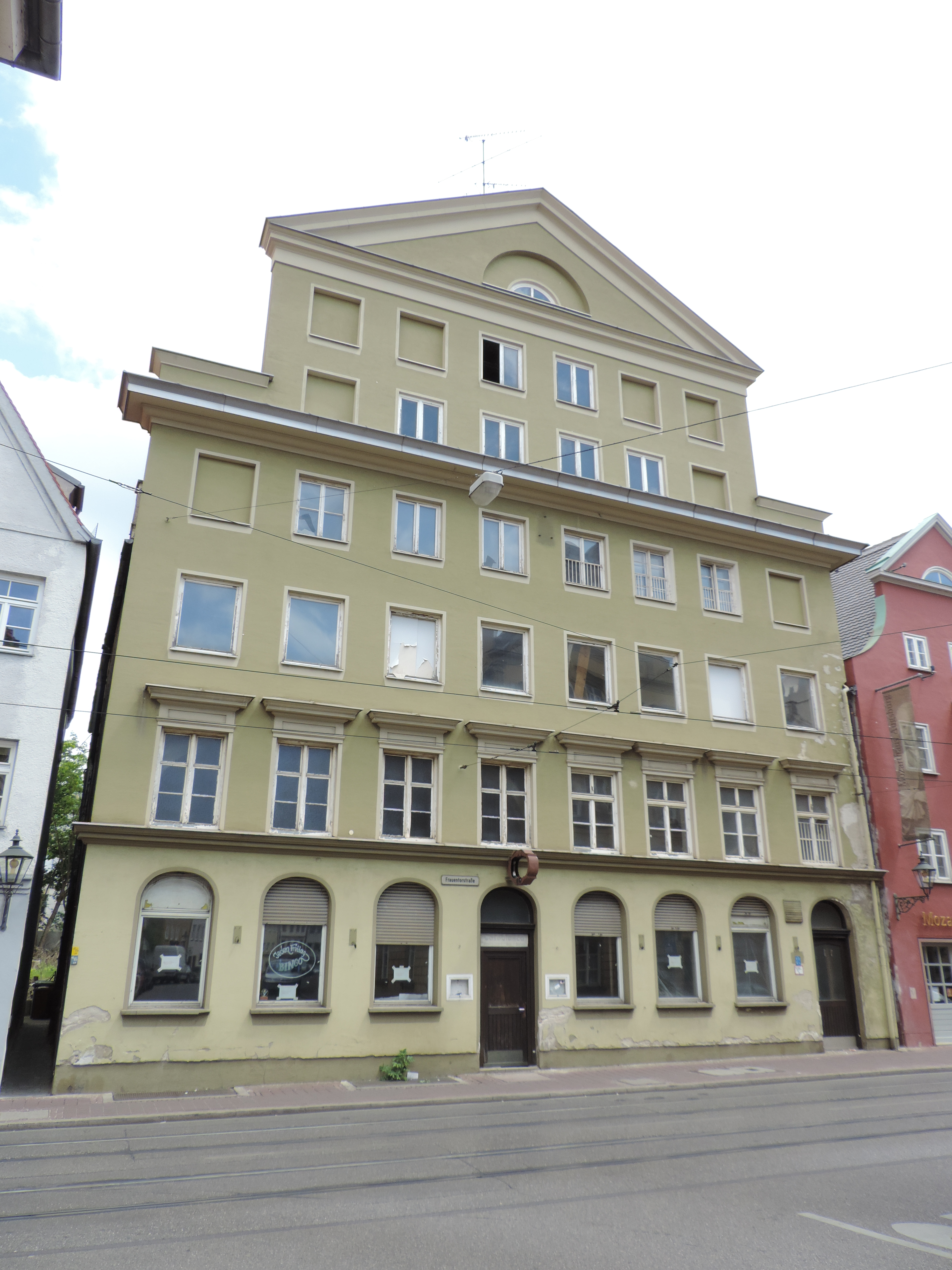
Augsburg, Frauentorstraße 32 („Hohes Meer“), 2014
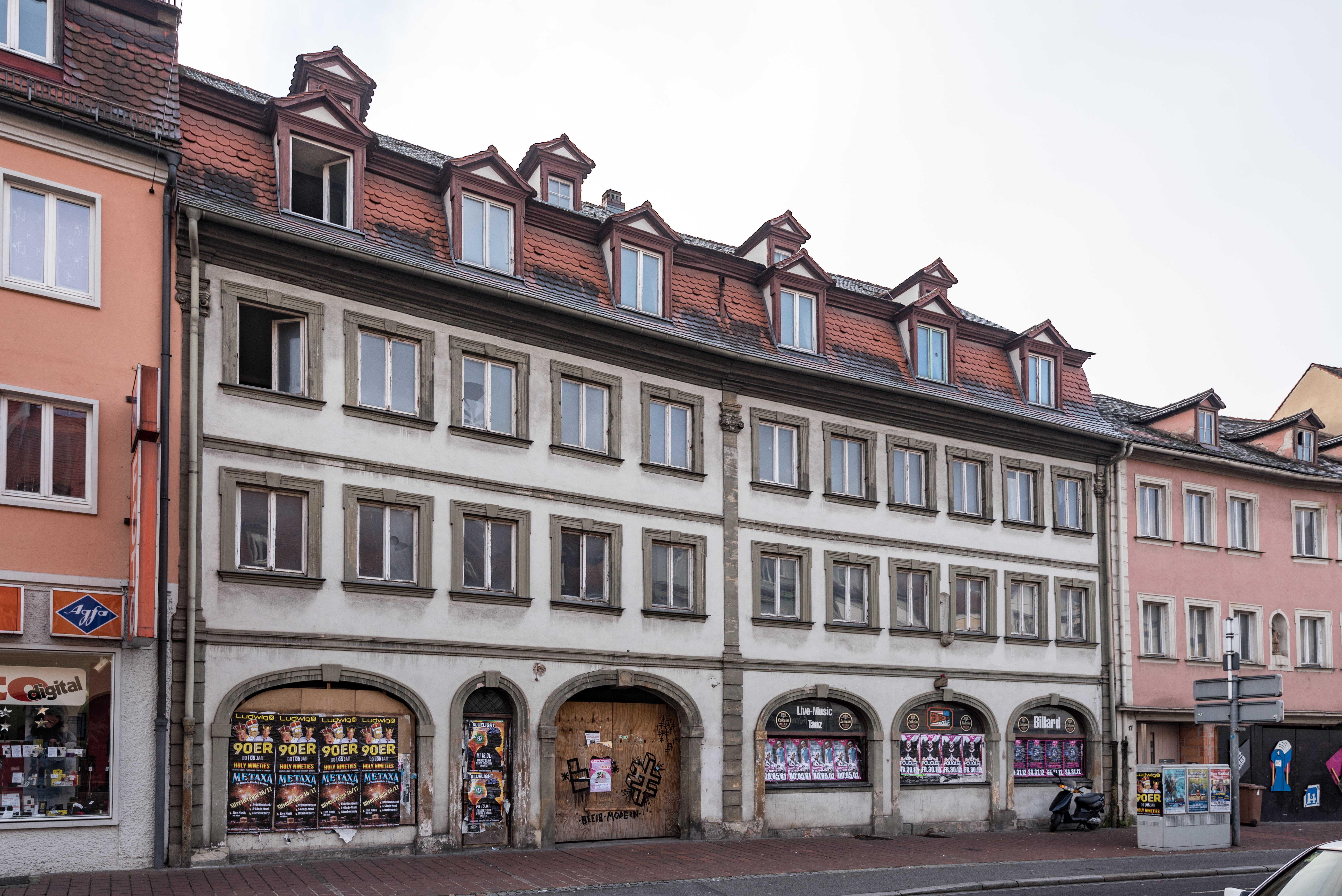
Bamberg, Untere Königstraße 13–15, 2016
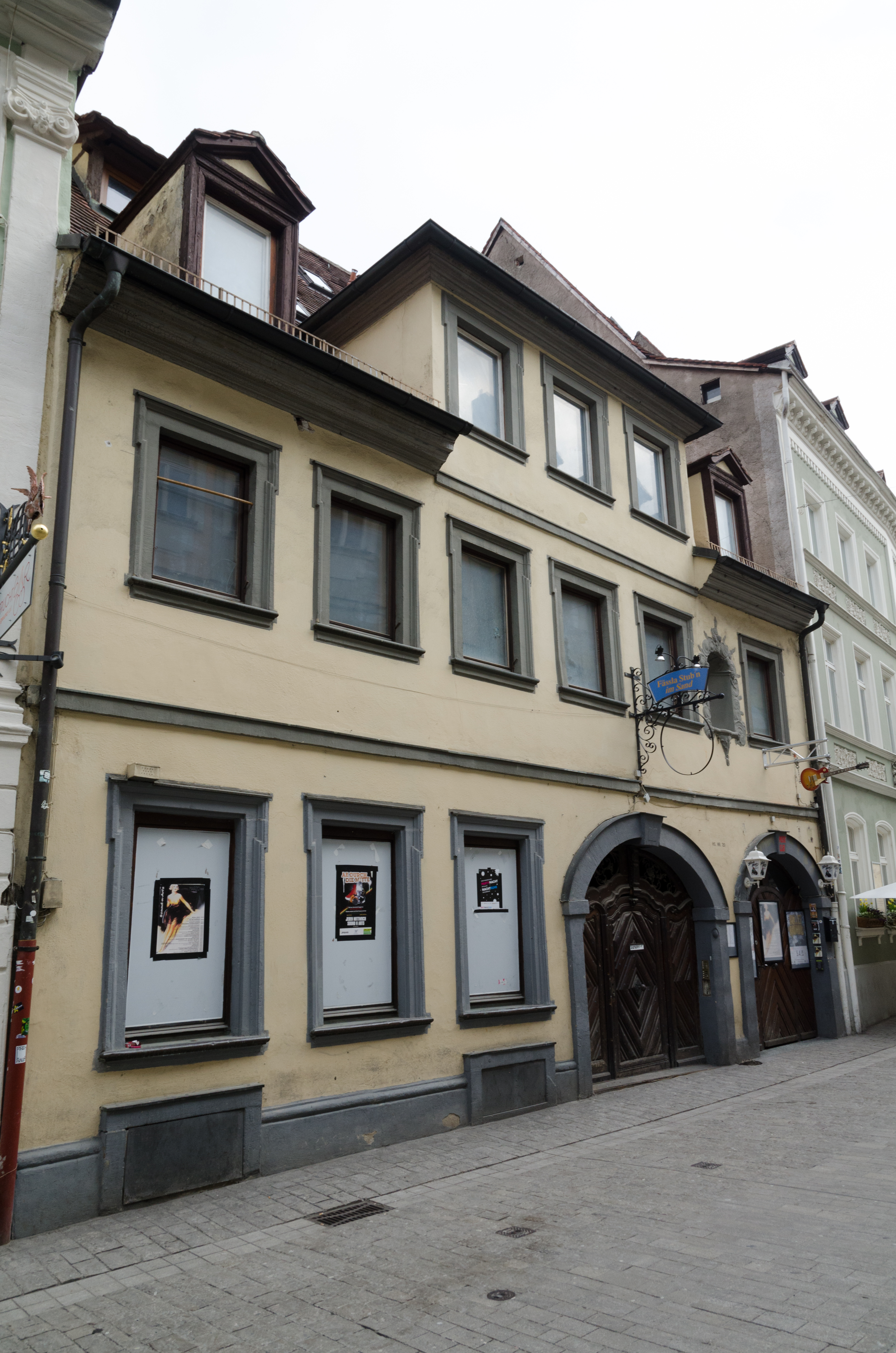
Bamberg, Obere Sandstraße 20, 2013
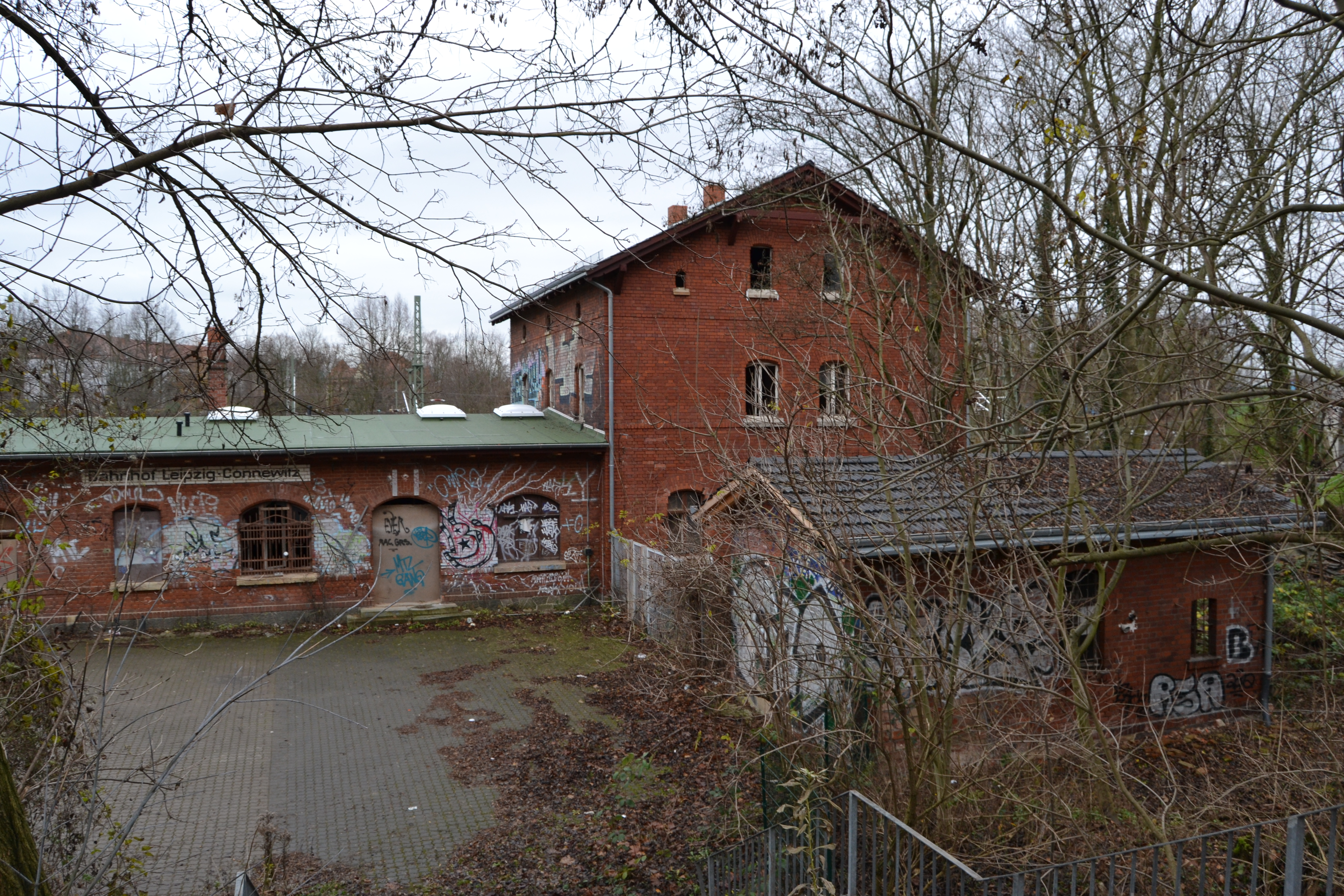
Bahnhof Connewitz, 2013
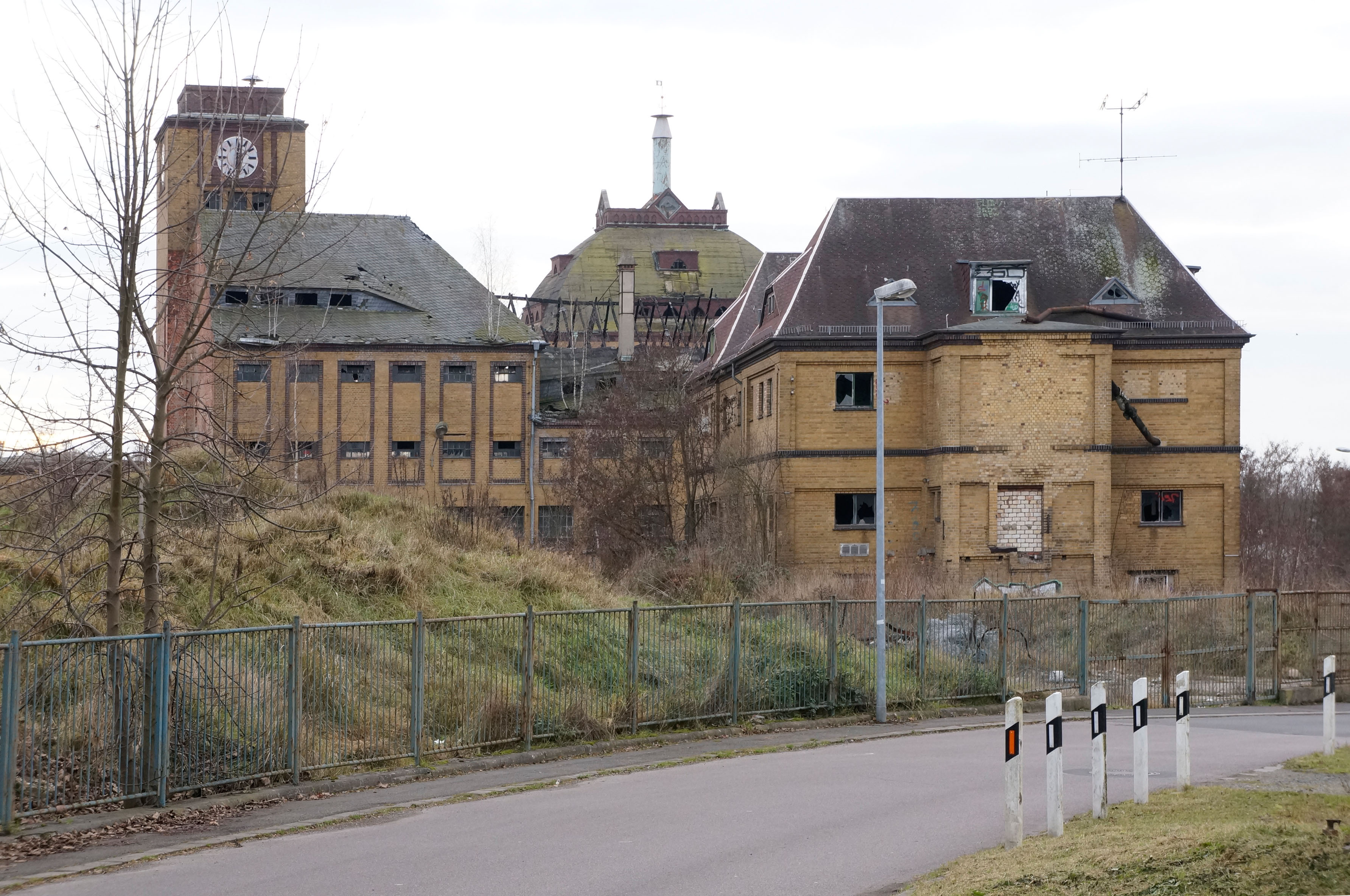
Brauerei Sternburg in Lützschena-Stahmeln, 2014
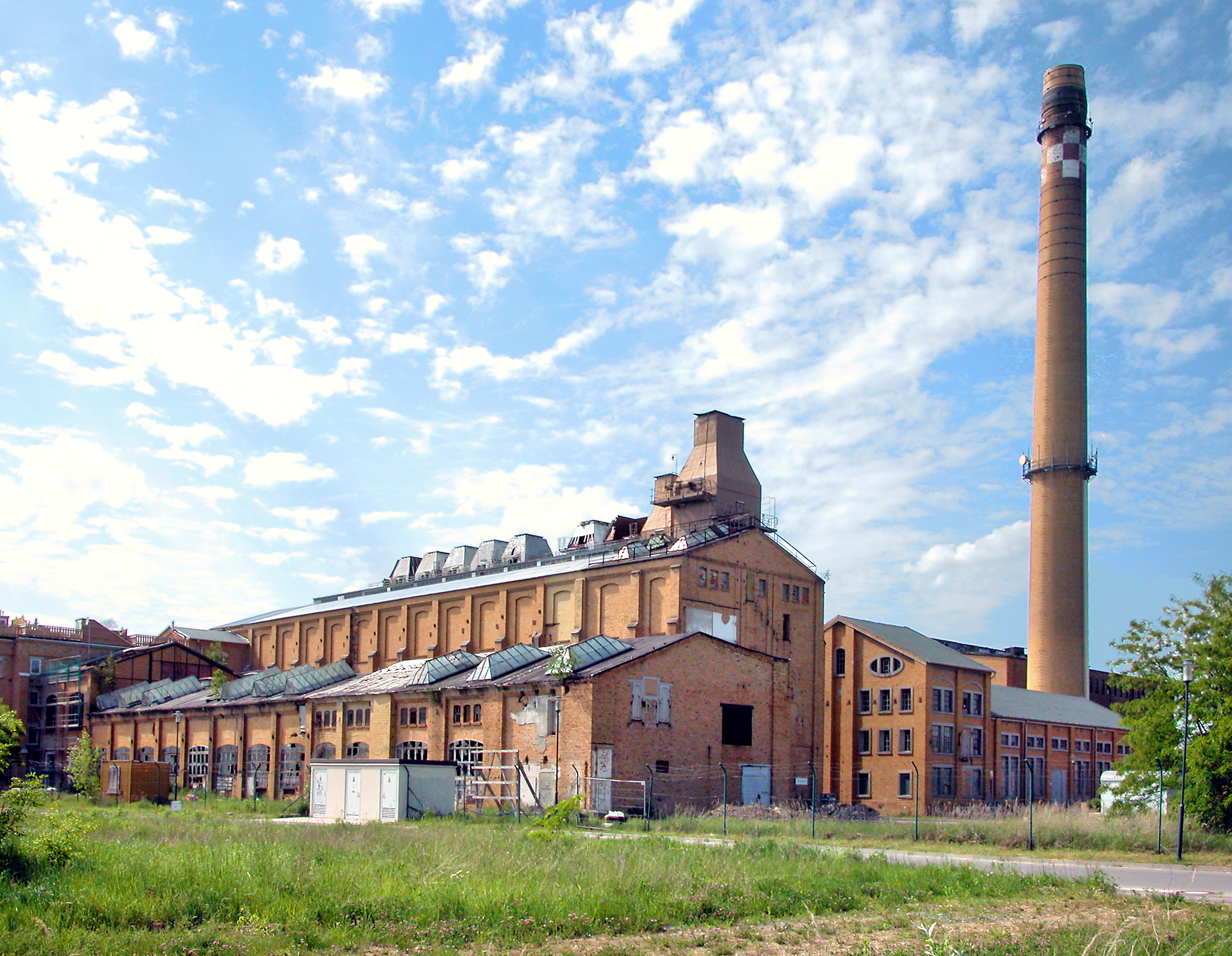
Brikettfabrik Witznitz, 2009
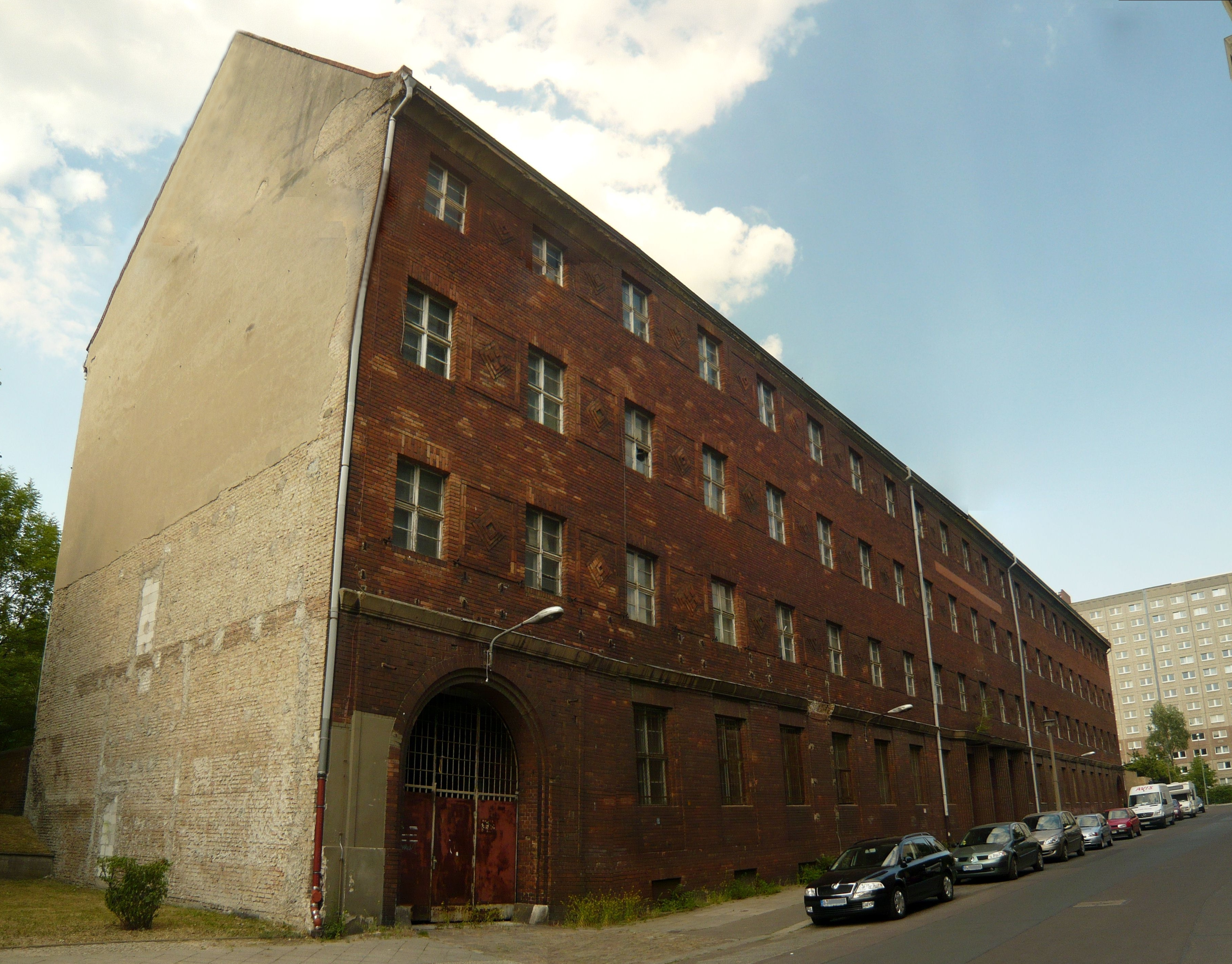
Carree Alte Post in Berlin, 2010
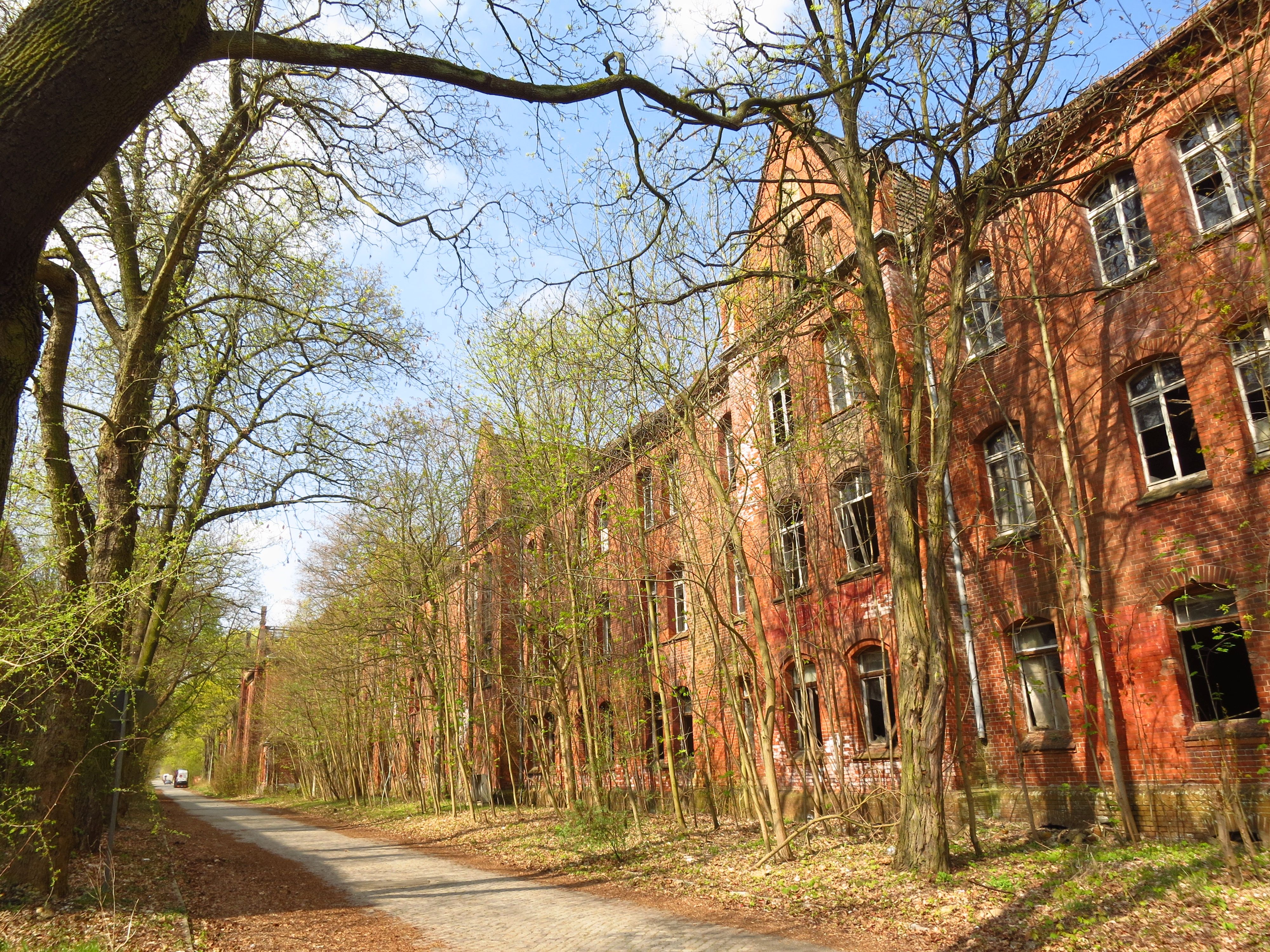
Feldartillerie- und Fußartillerie-Schießschule in Jüterbog, 2017
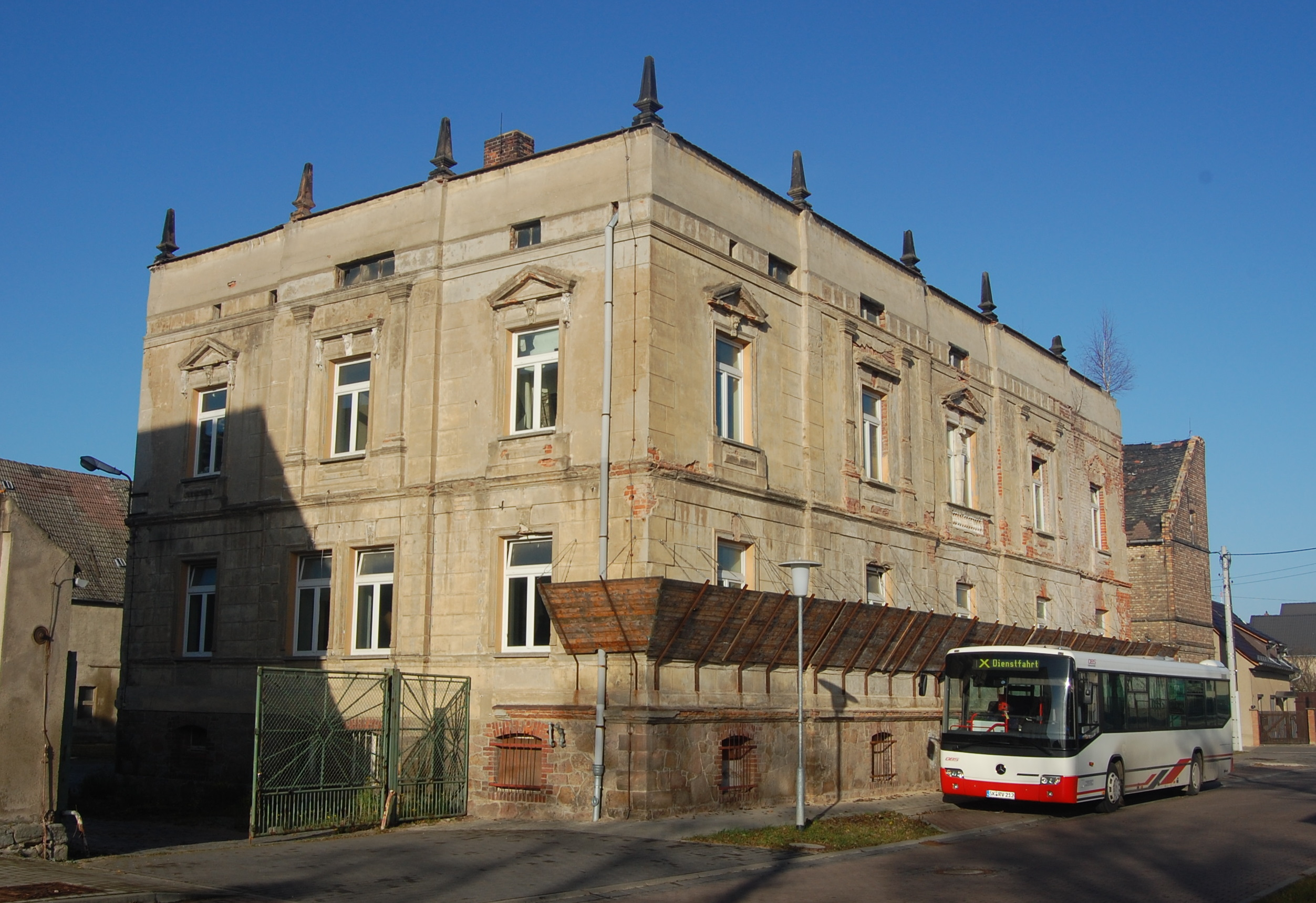
Gutshaus Gröbers, 2011
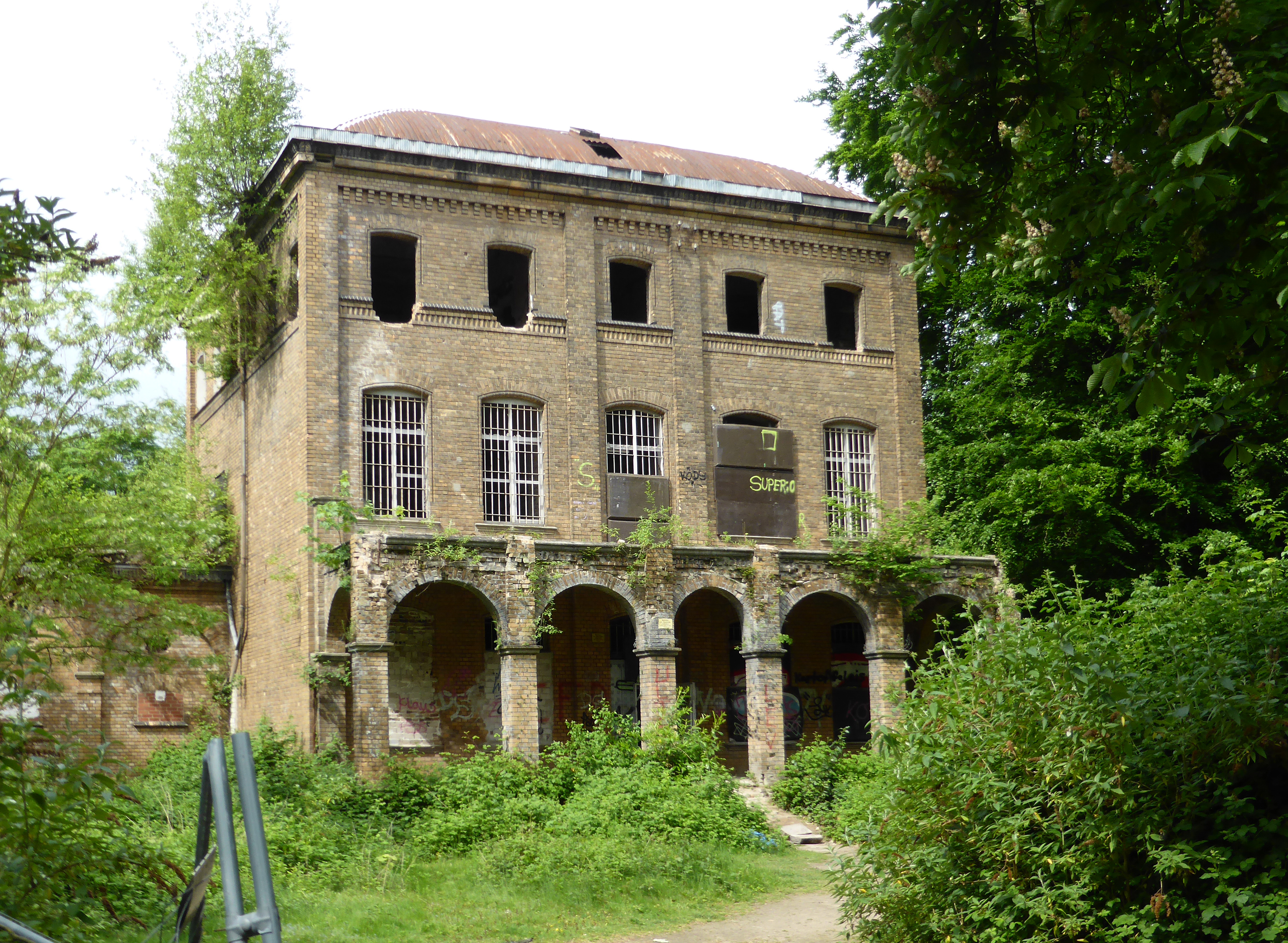
Haus Fühlingen, 2017
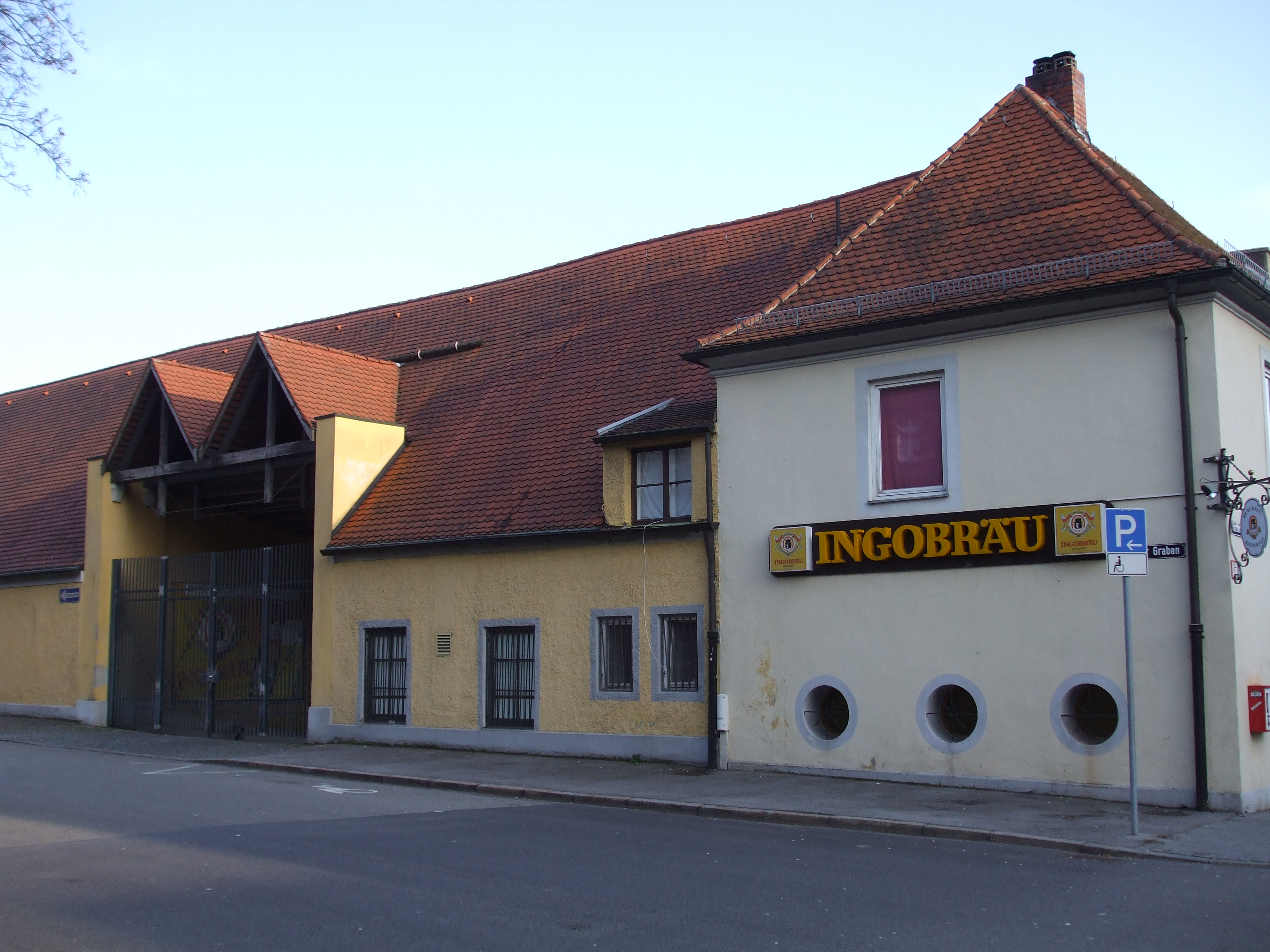
Ingobräu Ingolstadt, 2008
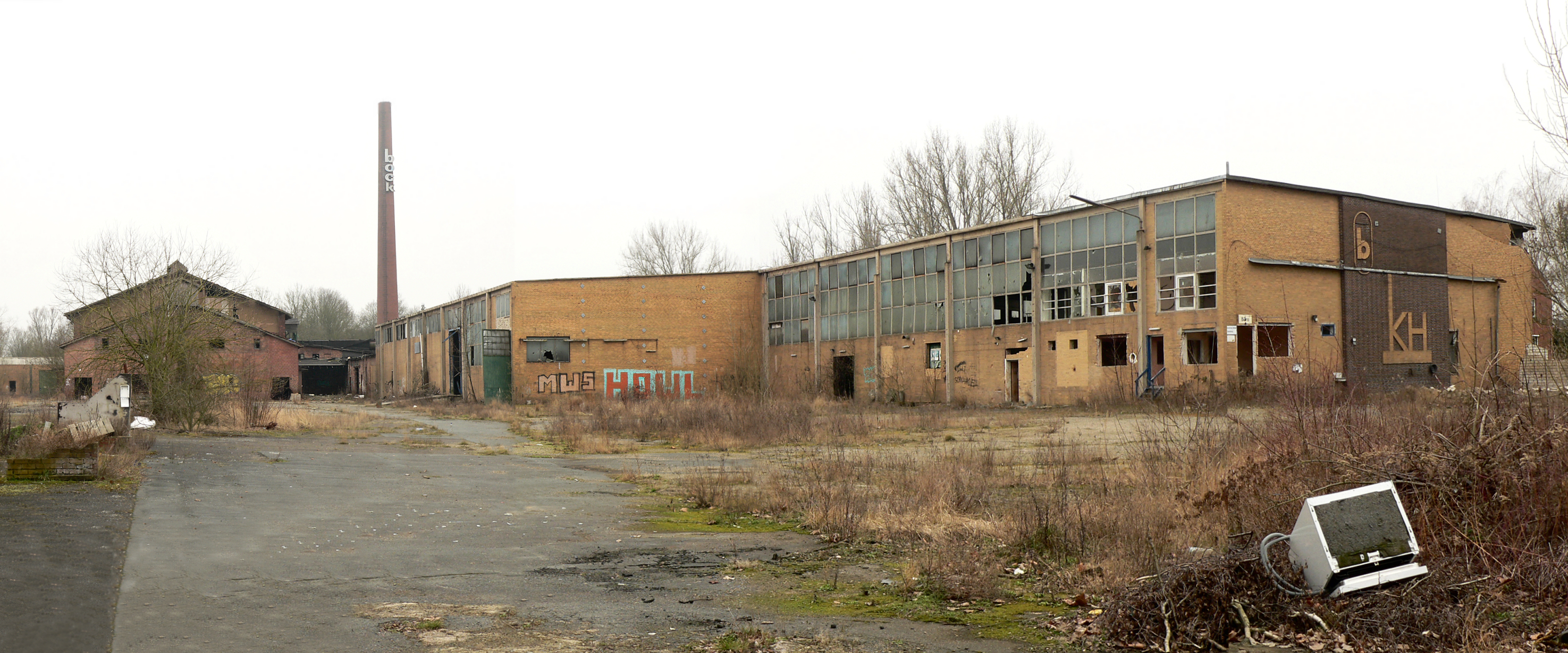
Keramische Hütte, 2021
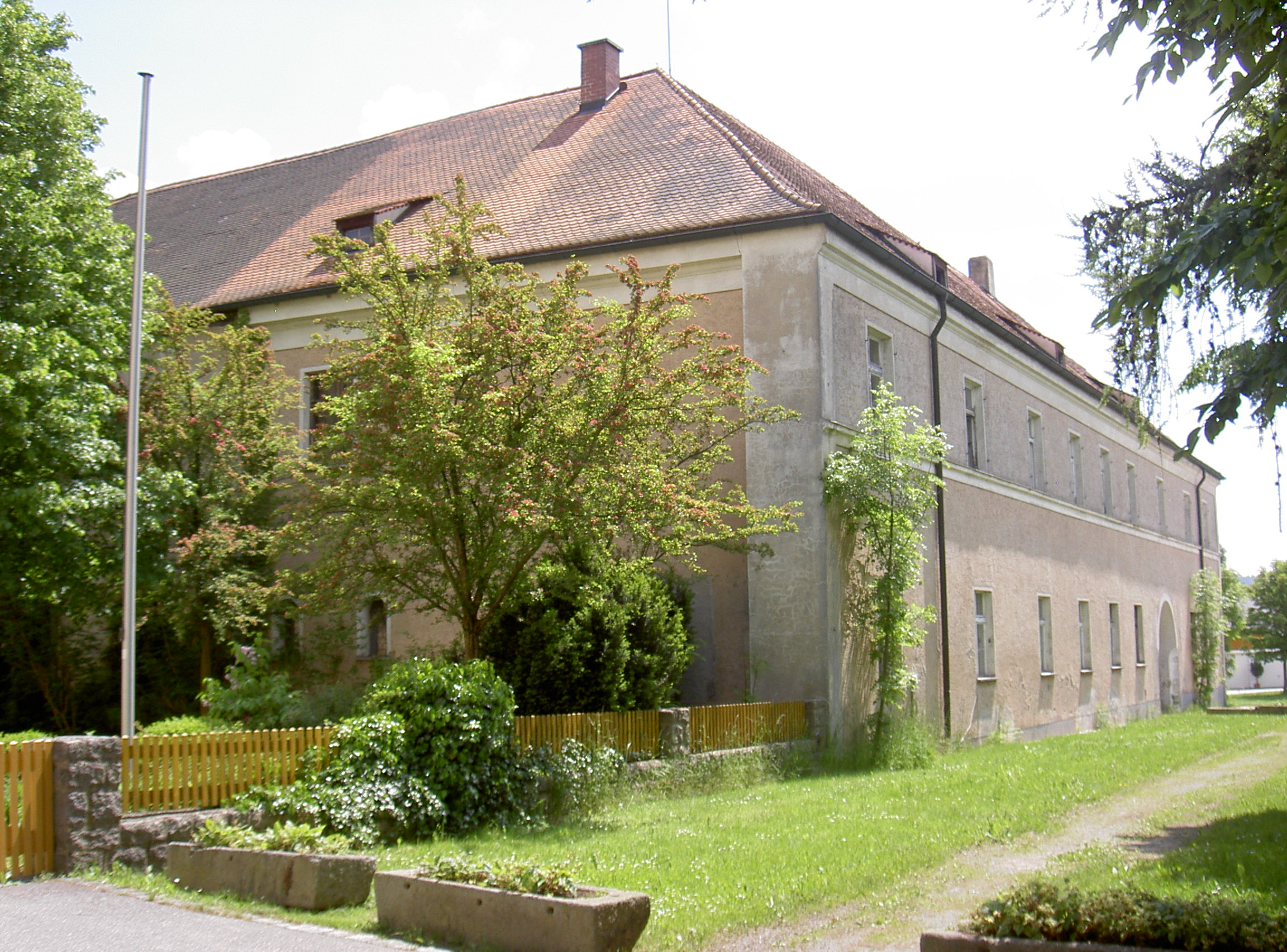
Kloster Schönthal, 2013
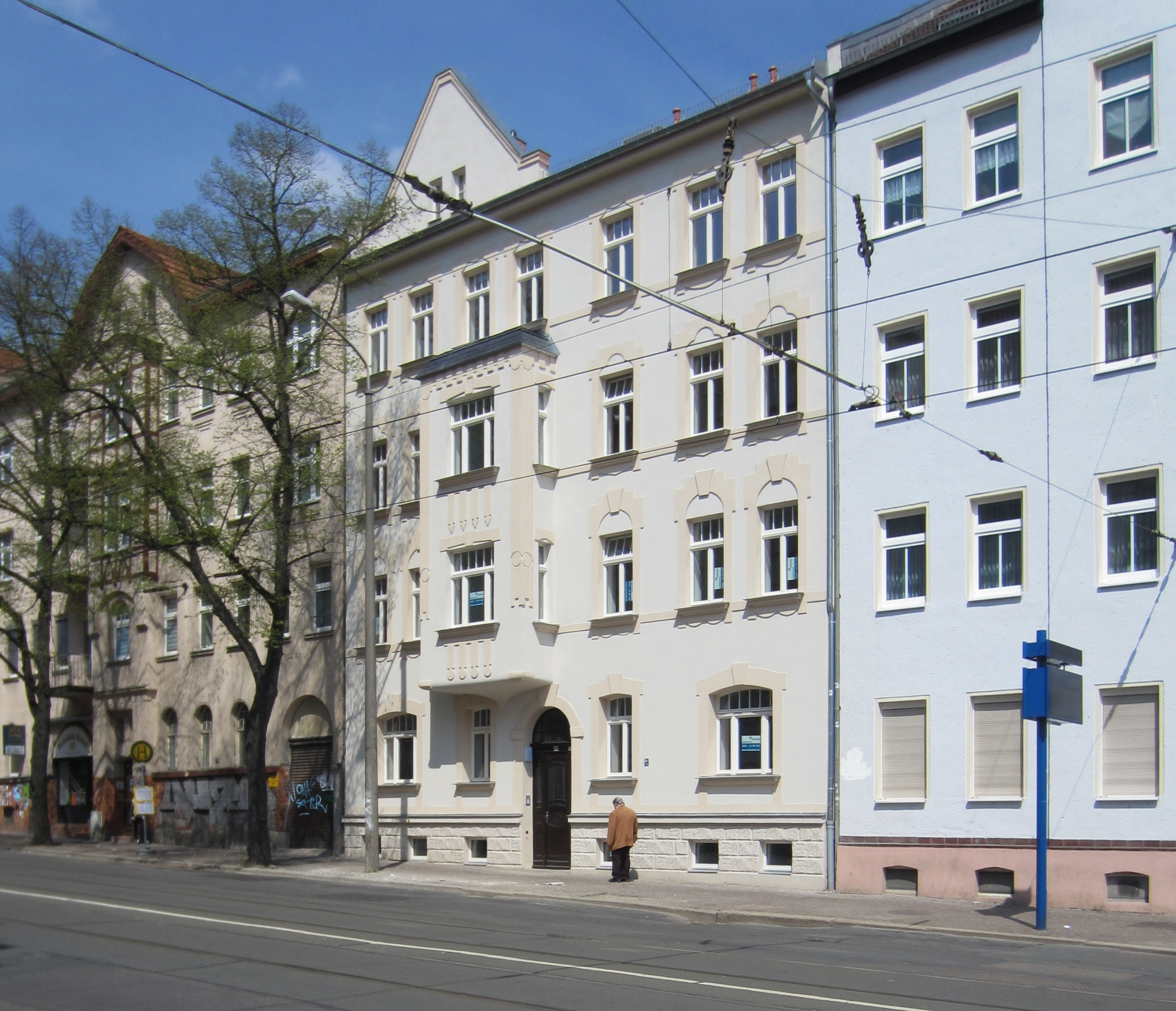
Leipzig, Georg-Schumann-Straße 316, 2016
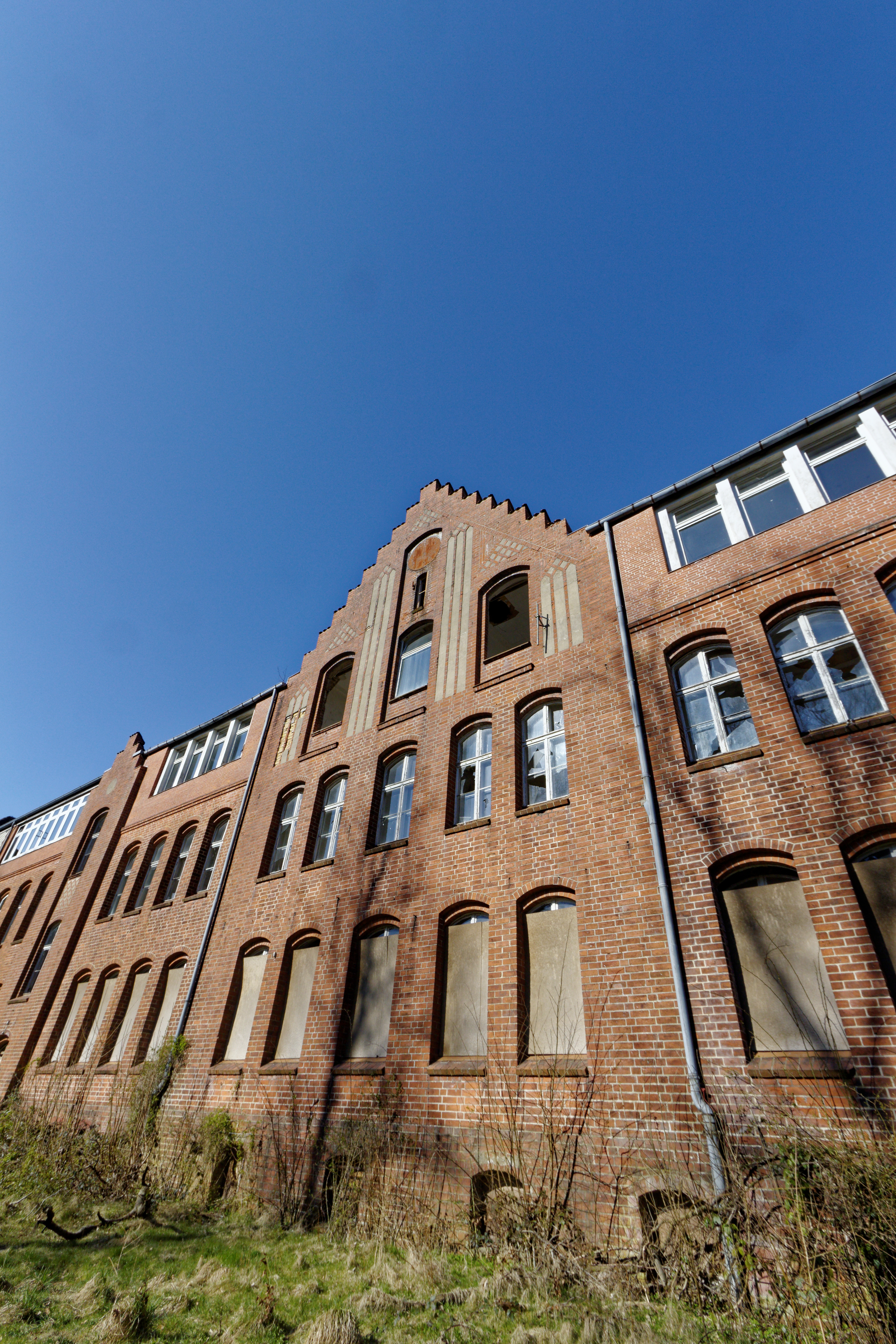
Marinelazarett Flensburg-Mürwik, 2015
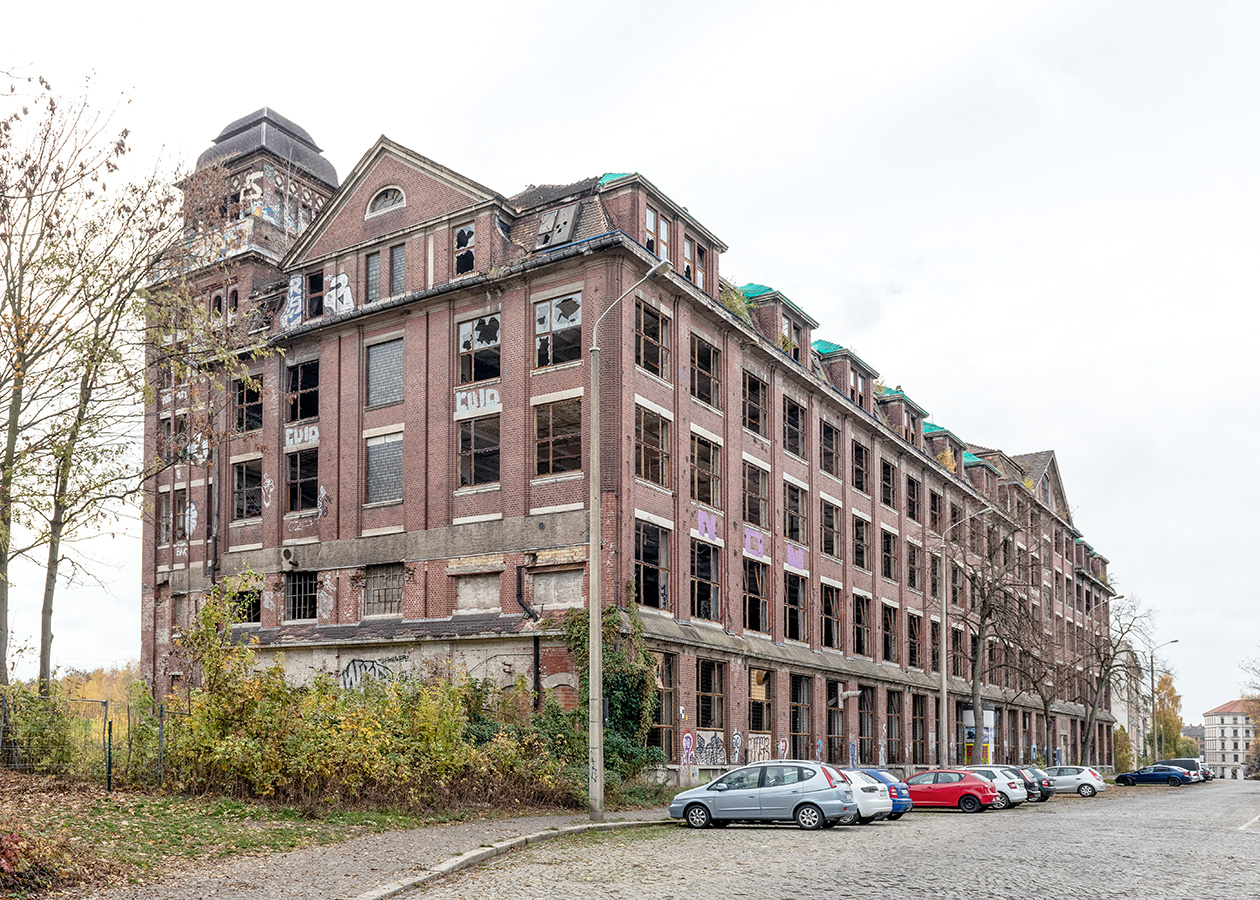
Maschinenfabrik Karl Krause in Leipzig, 2018
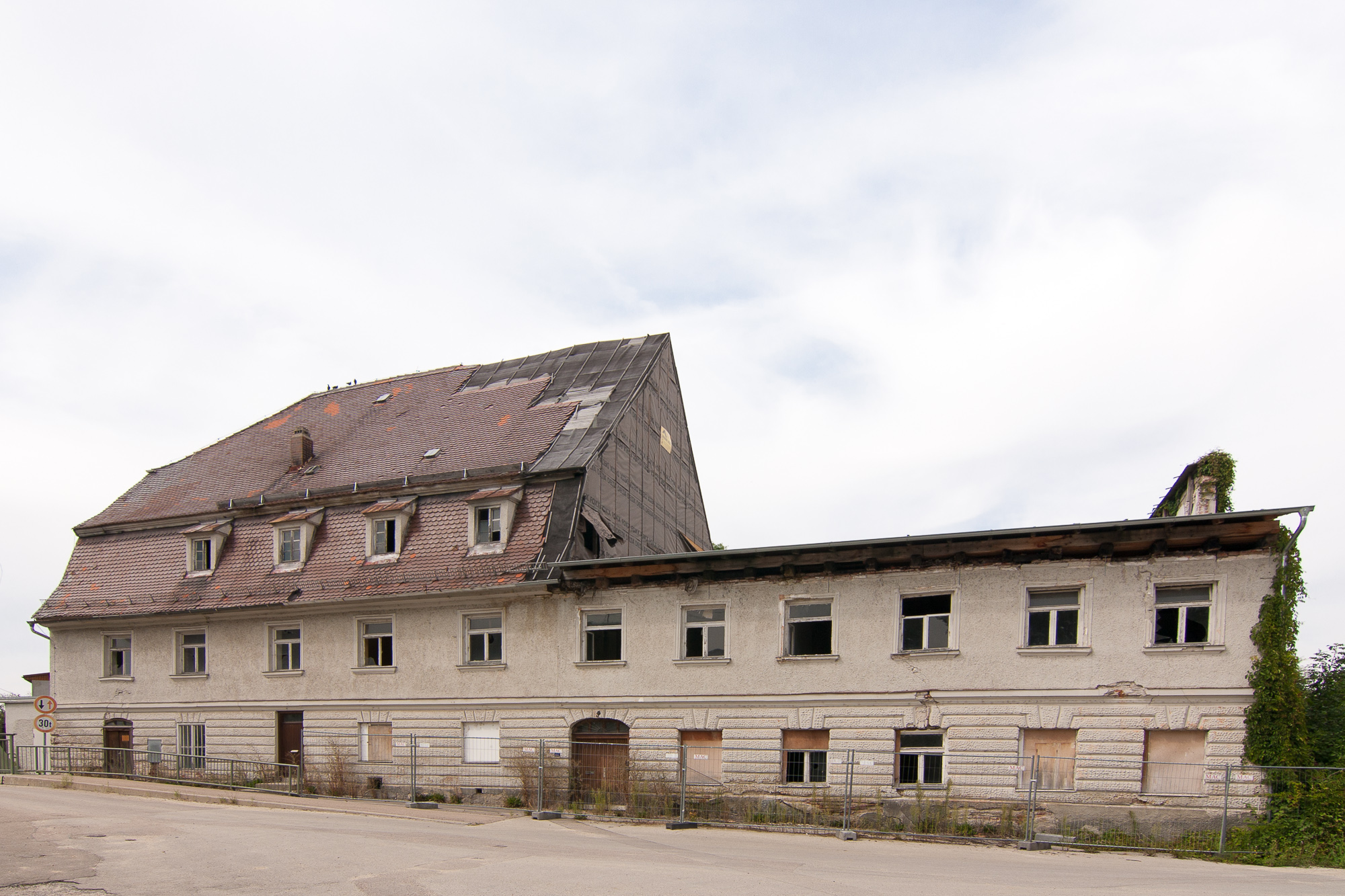
Mühle Stockau, 2013
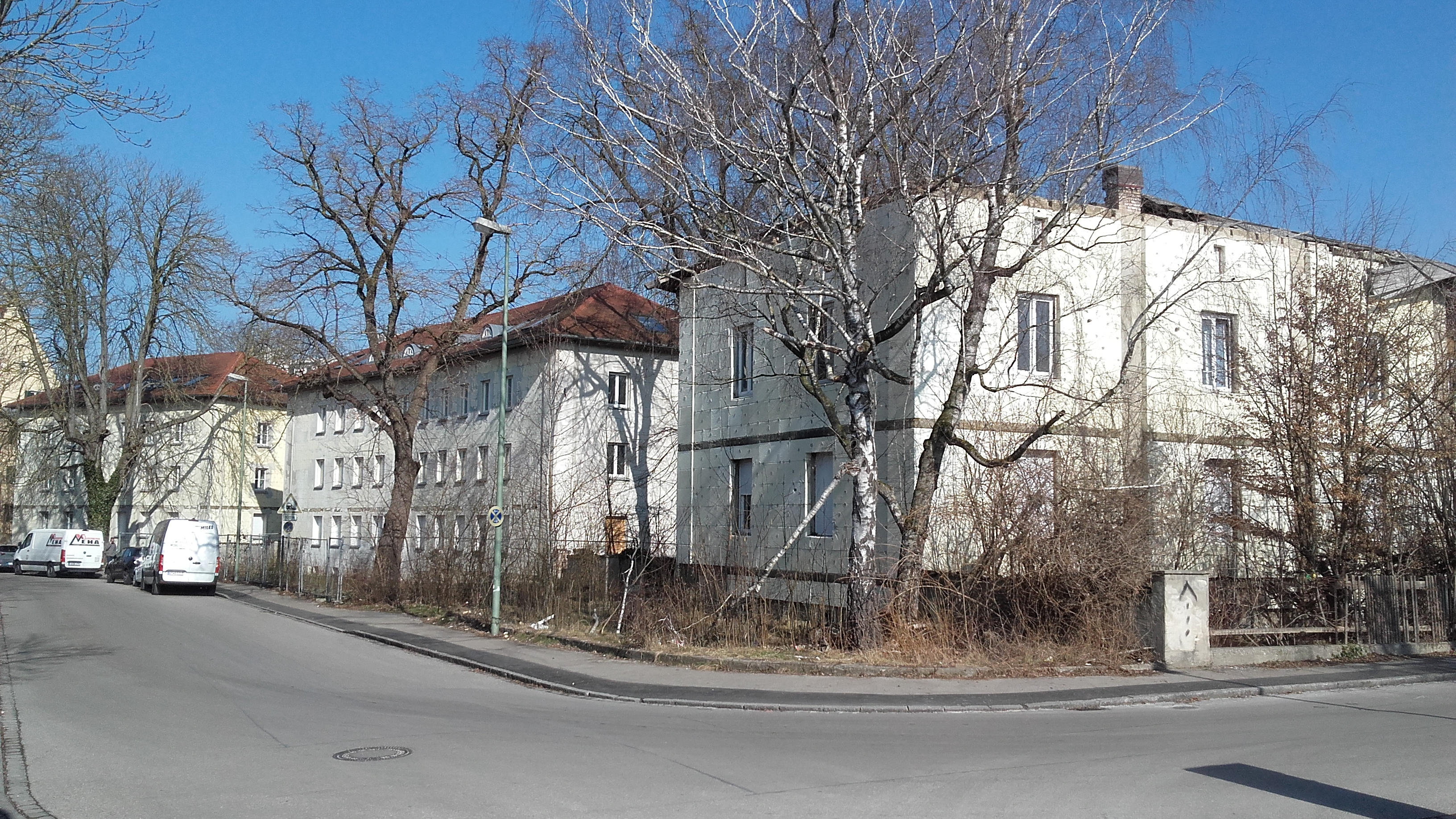
Proviantbachstraße 33 bis 39 im Proviantbachquartier in Augsburg, 2025
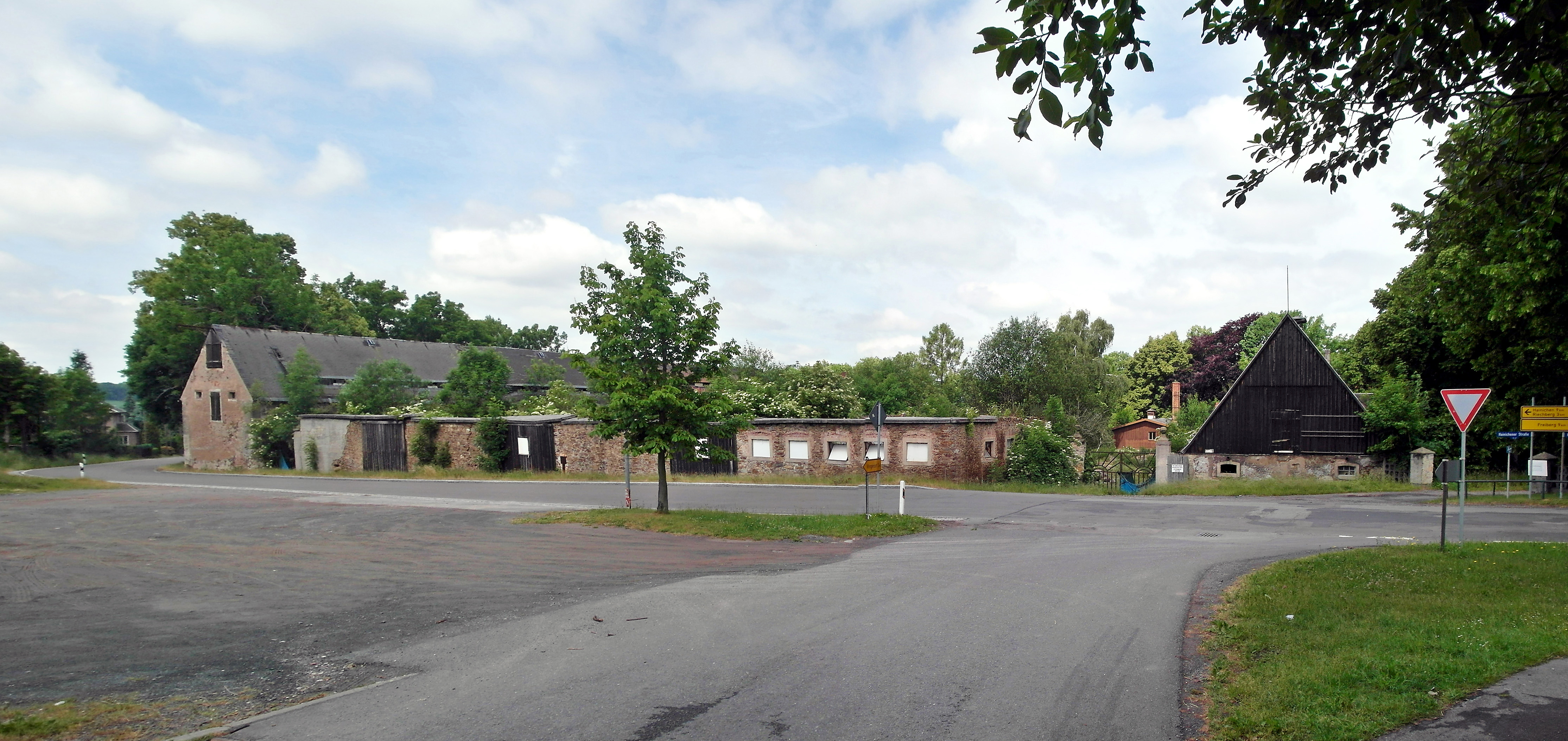
Rittergut Bräunsdorf, 2015
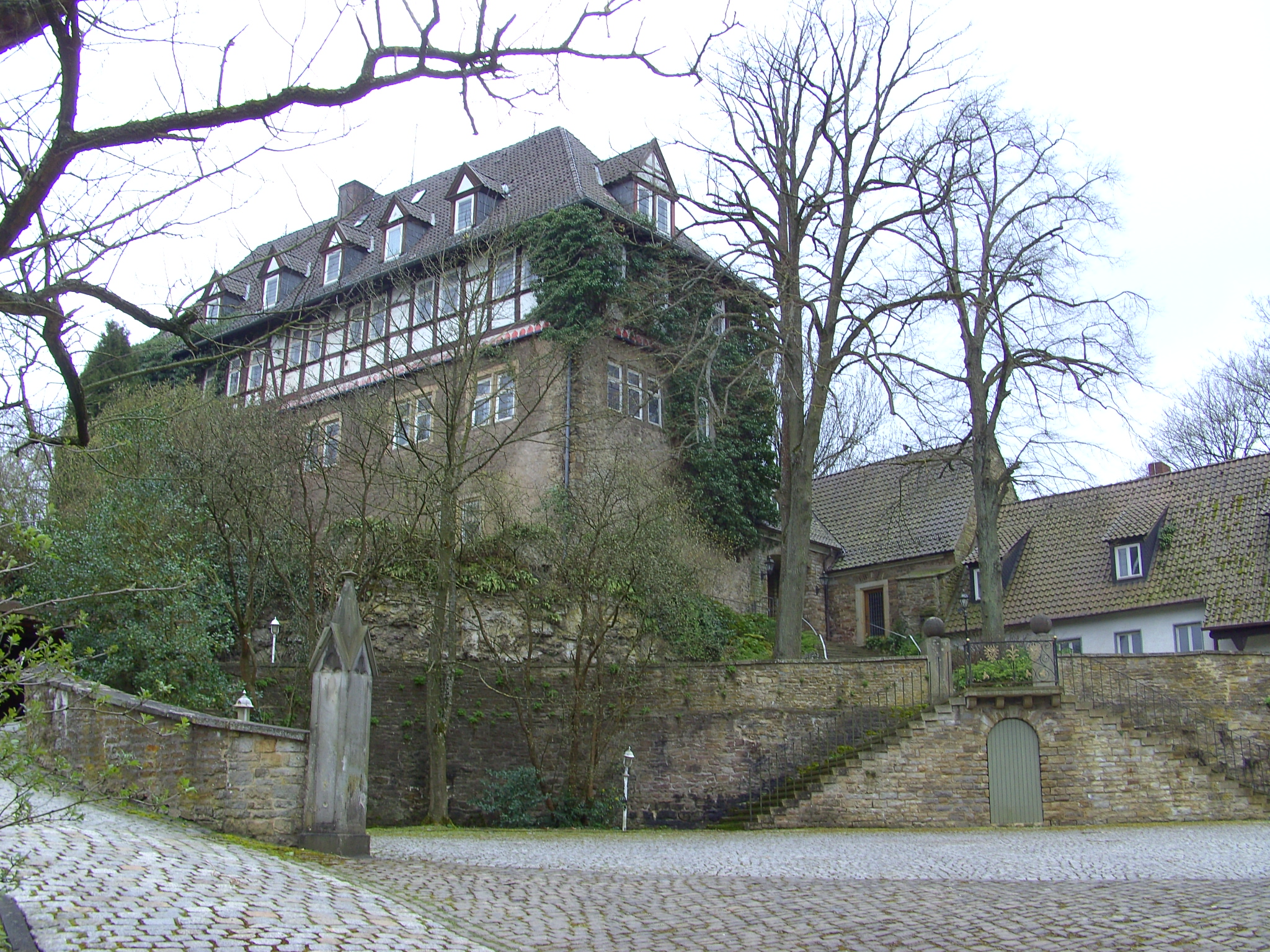
Schloss Arensburg, 2008
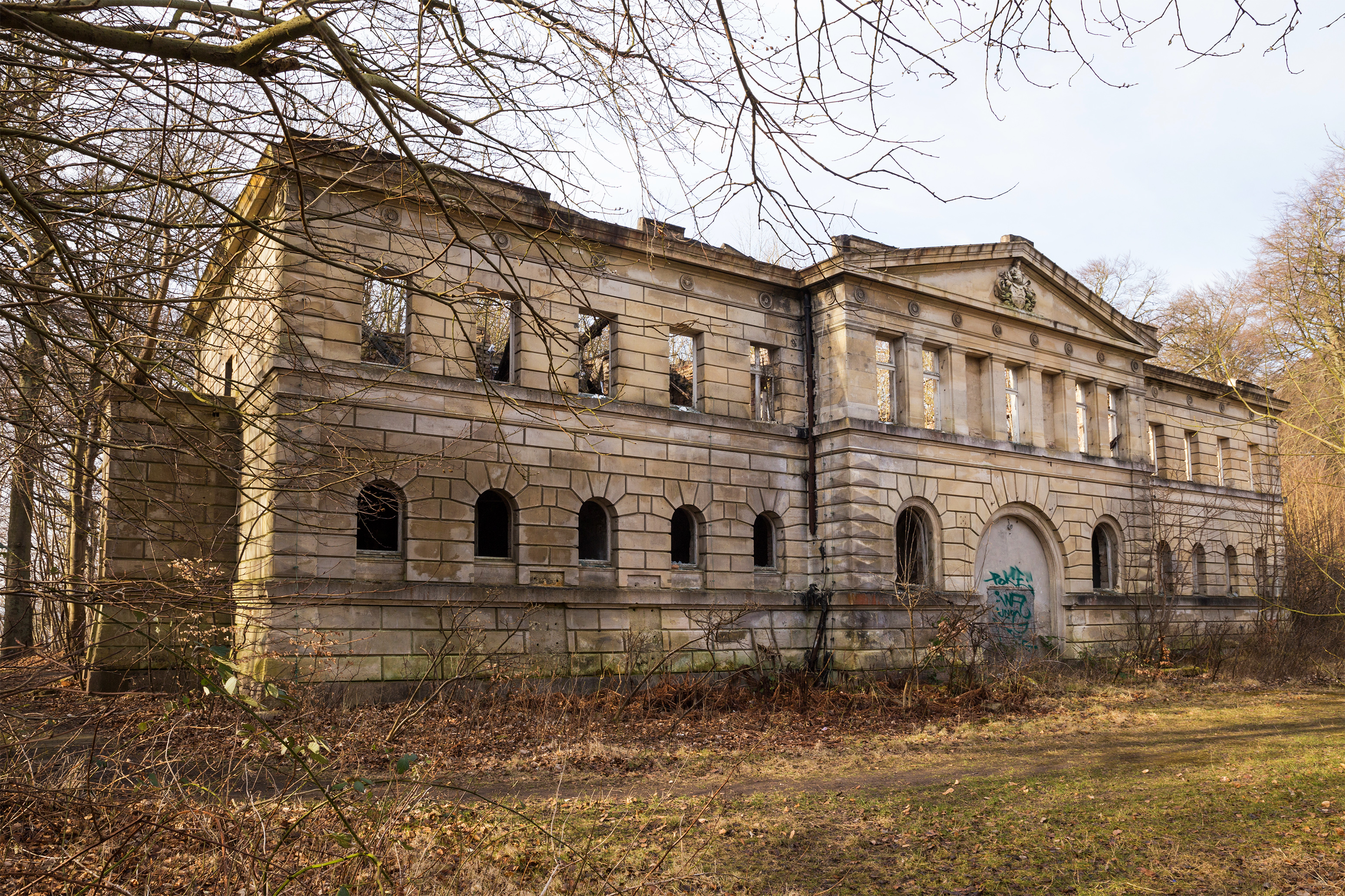
Schloss Dwasieden, 2016
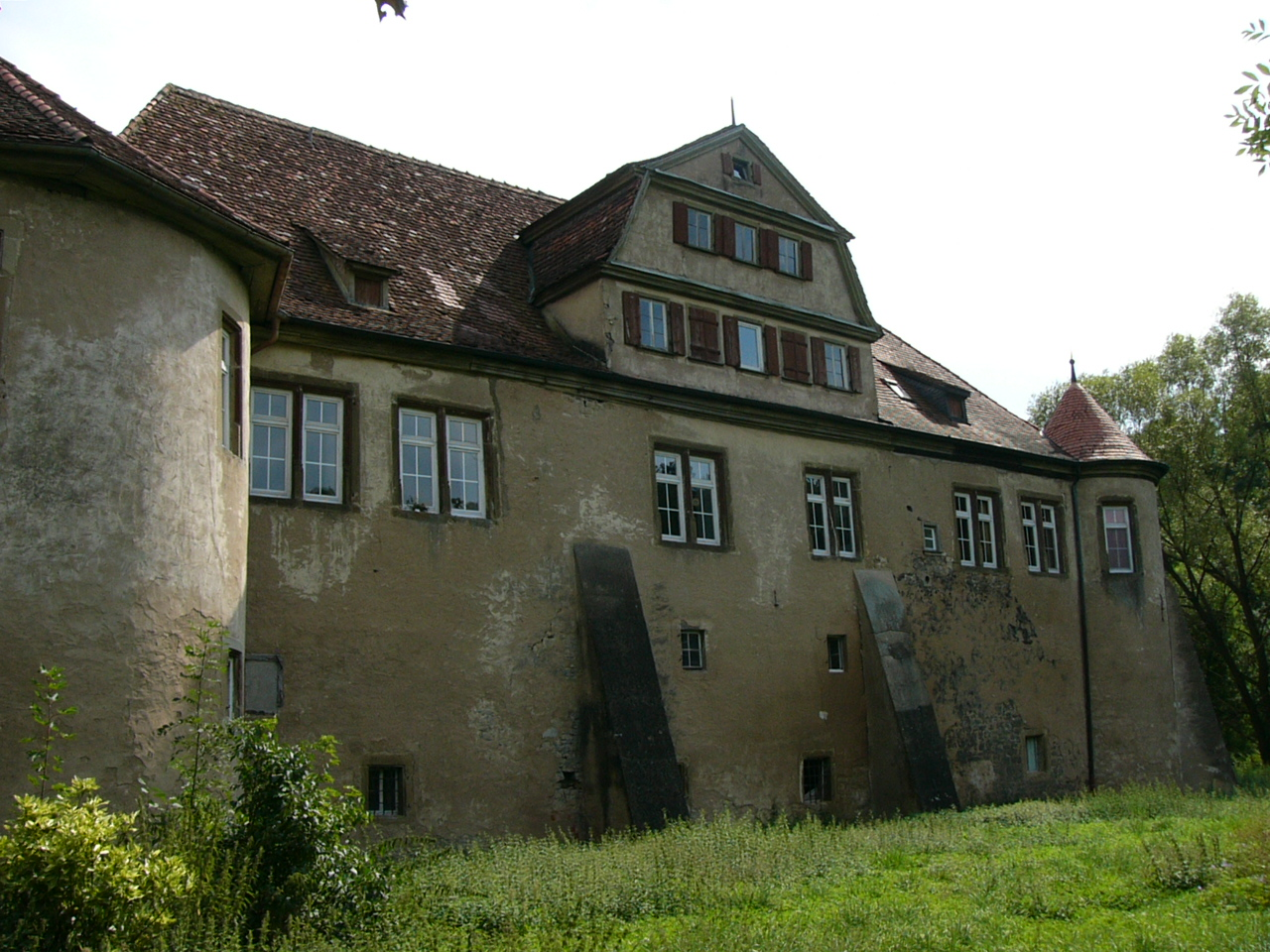
Schloss Wachbach, 2008
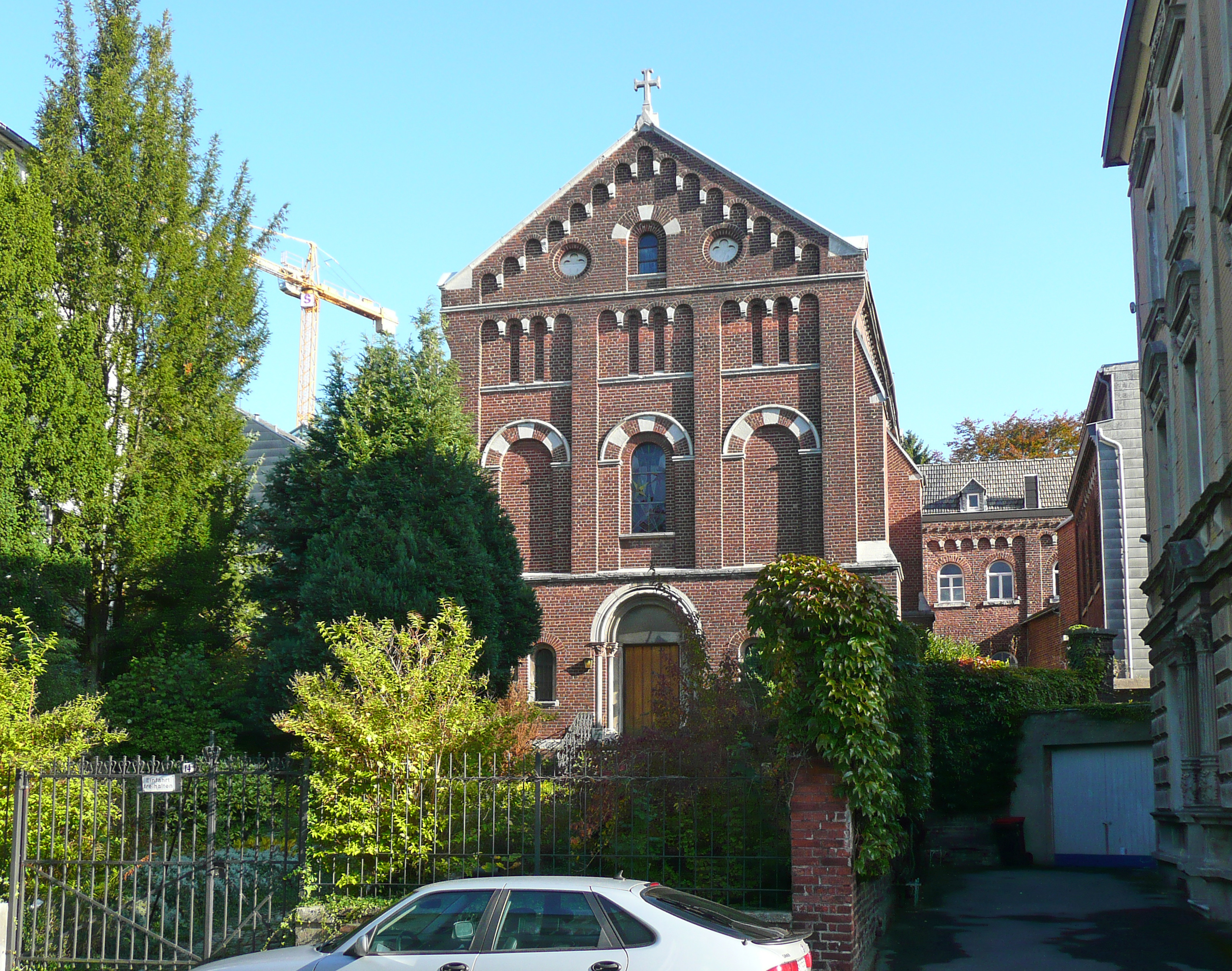
St. Josef-Kapelle des Karmelitinnenkloster Aachen, 2012
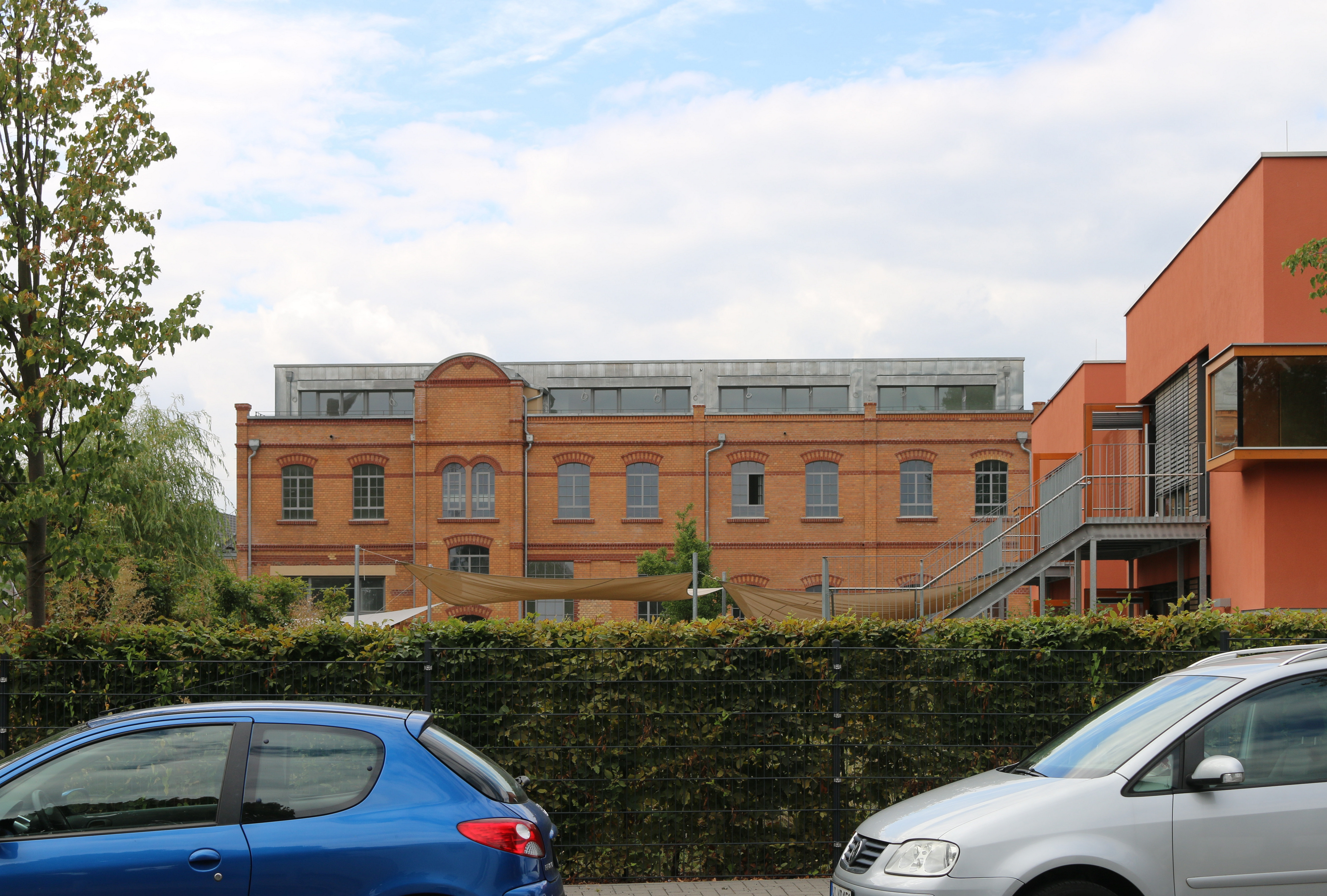
Zündholzfabrik in Mainz-Kostheim, 2016